# 락슈미
락슈미 (/ˈlʌkʃmi/; 산스크리트어: लक्ष्मी, IAST: Lakṣmī, 때로는 락스미라고도 하며, 직역: '목표에 이르게 하는 자'로 알려져 있고, 스리(산스크리트어: श्री, IAST: Śrī, 직역: '고귀한 자')라고도 불린다, 힌두교의 주요 여신 중 한 명으로, 부, 행운, 번영, 아름다움, 풍요, 주권, 풍부함의 여신으로 숭배받는다. 그녀는 파르바티 및 사라스바티와 함께 트리데비라는 세 명의 여신을 이룬다.
락슈미는 불교 이전 시대(기원전 1500년 ~ 기원전 500년)부터 힌두교 전통의 중심 인물이었으며, 힌두 판테온에서 가장 널리 숭배되는 여신 중 한 명으로 남아 있다. 그녀는 초기 베다 문헌에는 등장하지 않지만, 스리라는 용어—상서로움, 영광, 높은 지위(종종 왕권과 관련됨)—의 의인화는 결국 후기 베다 문헌, 특히 스리 수크탐에서 스리-락슈미가 여신으로 발전하게 이끌었다. 그녀의 중요성은 후기 서사시 시대(기원후 약 400년경)에 크게 커졌으며, 이때 그녀는 보존의 신 비슈누와 그의 배우자로서 특히 연관되었다. 이 역할에서 락슈미는 남편에게 충실하고 헌신하는 이상적인 힌두 아내로 여겨진다. 비슈누가 아바타라로 지상에 강림할 때마다, 락슈미는 예를 들어 비슈누의 아바타라인 라마와 크리슈나의 배우자인 시타와 라다 또는 루크미니로서 그를 배우자로 동반했다.
락슈미는 비슈누 중심의 비슈누파에서 중요한 위치를 차지하며, 그녀는 비슈누, 즉 최고 존재의 배우자로 간주될 뿐만 아니라 그의 신성한 에너지(샤크티)로도 여겨진다. 그녀는 또한 종파에서 최고 여신이며 비슈누가 우주를 창조, 보호 및 변형하는 것을 돕는다. 그녀는 스리 비슈누파 전통에서 특히 중요한 인물이며, 락슈미에 대한 헌신은 비슈누에게 도달하는 데 필수적인 것으로 여겨진다. 여신 중심의 샤크티파 내에서 락슈미는 최고 여신의 번영의 측면으로 숭배된다. 락슈미의 여덟 가지 주요 현현인 아슈타 락슈미는 여덟 가지 부의 원천을 상징한다.
락슈미는 우아하게 옷을 입고 번영을 뿌리는 황금빛 여인으로 인도 미술에 묘사되며, 파드마사나 자세로 연꽃 위에 서거나 앉아 손에 연꽃을 들고 있다. 이는 행운, 자기 지식, 영적 해방을 상징한다. 그녀의 도상학은 네 개의 손을 보여주는데, 이는 힌두 문화에서 중요한 인간 삶의 네 가지 측면인 다르마, 카마, 아르타, 그리고 해탈을 나타낸다. 그녀는 종종 가자-락슈미 이미지에서 볼 수 있듯이 두 마리의 코끼리와 함께 묘사되며, 이는 풍요와 왕실 권위를 모두 상징한다. 굽타 시대의 조각과 주화는 오직 사자만을 락슈미와 연관시키며, 종종 양쪽에 사자가 배치되었다.
고고학적 발견과 고대 주화는 기원전 첫 천년기에 락슈미에 대한 인지와 숭배가 있었음을 시사한다. 락슈미의 도상학과 조각상 또한 동남아시아 전역의 힌두 사원에서 발견되었으며, 이는 기원후 첫 천년기 후반으로 추정된다. 나바라트리 기간의 락슈미 푸자 날과 디파발리 및 샤라드 푸르니마 (코자기리 푸르니마) 축제는 그녀를 기리기 위해 기념된다.

## 어원 및 별명

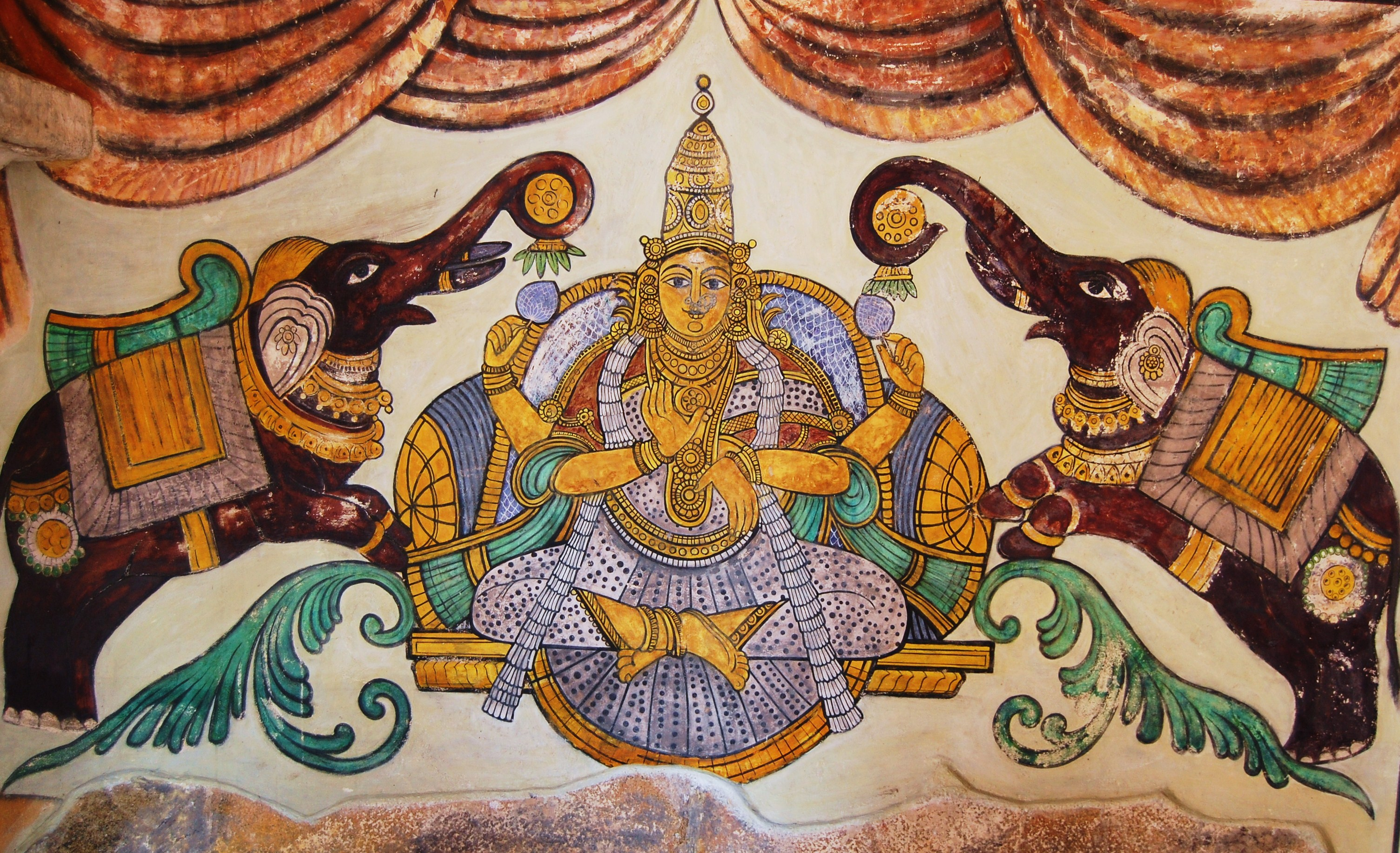
탄조르 빅 템플의 내부 벽에 그려진 락슈미 그림

산스크리트어에서 락슈미는 lakṣ (लक्ष्)와 lakṣa (लक्ष)라는 어근에서 유래했으며, 각각 '인지하다, 관찰하다, 알다, 이해하다'와 '목표, 목적'을 의미한다. 이 어근들은 락슈미에게 '목표를 알고 이해하라'는 상징을 부여한다. 관련된 용어는 lakṣaṇa로, '표시, 목표, 목적, 상징, 속성, 품질, 행운의 표시, 상서로운 기회'를 의미한다.

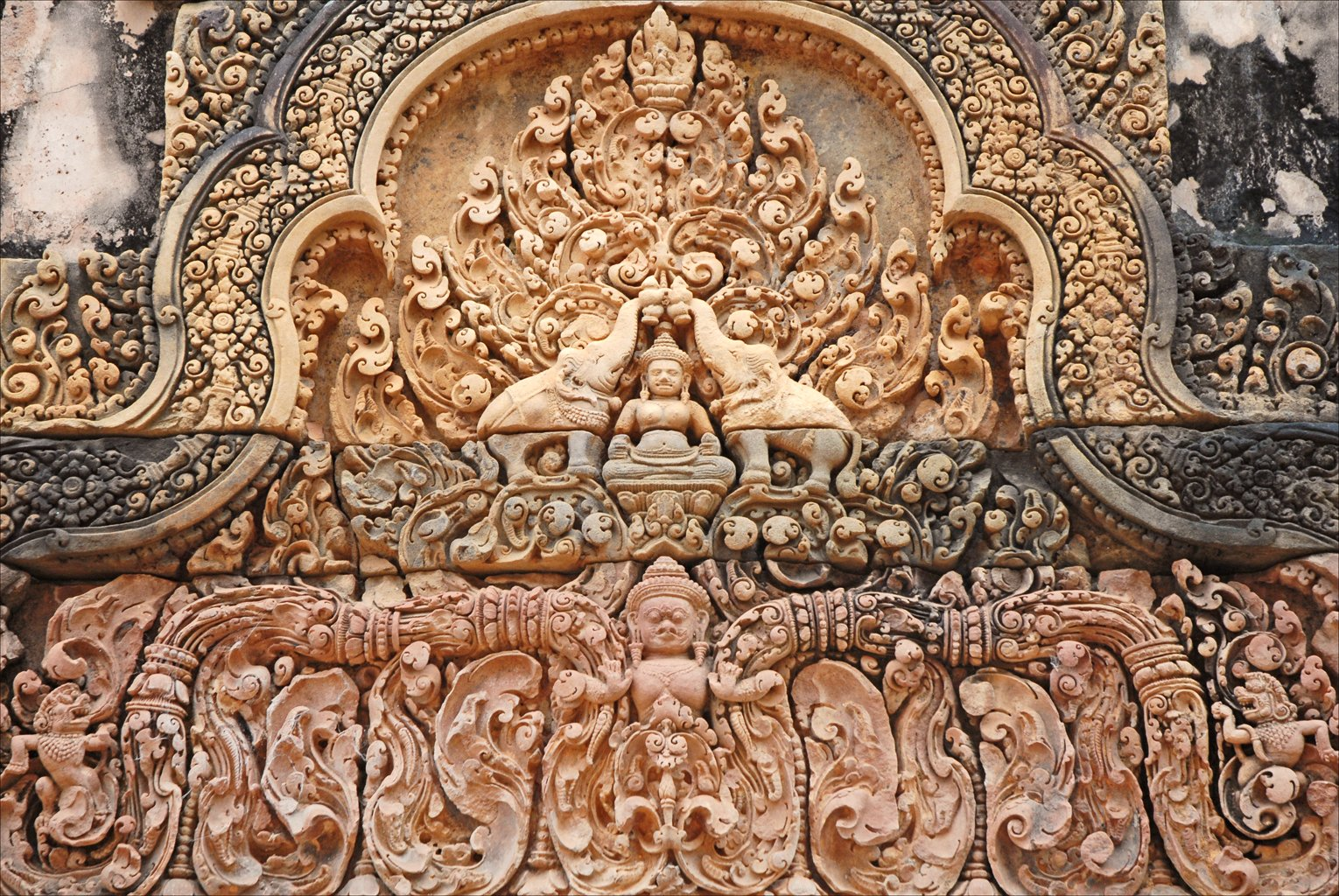
가자 락슈미, 캄보디아, 944-968년경

락슈미는 수많은 별칭을 가지고 있으며, 힌두교의 많은 고대 스토트람과 수트라에서 그녀의 다양한 이름을 읊는다: 예를 들어, 스리 (빛나는, 뛰어난, 영광, 부), 파드마 (연꽃 위에 앉거나 연꽃 안에 거하는 자, 또는 연꽃의 여인), 카말라 또는 카말라트미카 (연꽃의 여인), 파드마프리야 (연꽃을 사랑하는 자), 파드마말라다라 데비 (연꽃 화환을 두른 여신), 파드마무키 (연꽃 얼굴 - 얼굴이 연꽃처럼 아름다운 여인), 파드마크시: (연꽃 눈 - 눈이 연꽃처럼 아름다운 여인), 파드마하스타: (연꽃 손 - 손에 연꽃을 든 여인), 파드마순다리 (연꽃처럼 아름다운 여인), 파드마바티 (연꽃에서 태어난 여인), 스리자 (스리의 자티카), 나라야니 (나라야나에게 속한 자 또는 나라야나의 아내), 바이슈나비 (비슈누를 숭배하는 자 또는 비슈누의 힘), 비슈누프리야 (비슈누가 사랑하는 자), 난디카 (기쁨을 주는 자) 등이 있다. 샤크타들은 랄리타, 즉 랄리타 사하스라나마에서 1,000개의 이름으로 칭송받는 존재를 락슈미로 간주한다.
스칸다 푸라나의 락슈미 사하스라나마는 락슈미를 마하데비 (위대한 여신), 마하마야 (위대한 환상), 카라비라 니바시니 (카라비라/콜라푸르에 사는 여신), 마하 아스타 다사 피타그네 (18개의 위대한 샤크타 피타를 가진 여인)로 칭송한다. 그녀는 또한 데비 마하트미야의 주요 신인 마하락슈미 (위대한 락슈미), 마하칼리 (위대한 칼리), 그리고 마하사라스바티 (위대한 사라스바티)로 칭송받는다. 이 본문에 포함된 다른 중요한 이름들은 부바네슈바리 (우주의 여왕 또는 통치자), 카트야야니 (현자 카트야야나의 딸), 카우시키 (파르바티의 칼집(또는 코샤)에서 나온 샤크티), 브라흐마니 (브라흐마의 힘), 카막시 (눈으로 욕망을 채워주는 자), 찬디 (마히샤수라를 죽인 자), 차문다 (찬다와 문다를 죽인 자), 마두 카이다바 반지니 (마두와 카이다바를 죽인 자), 두르가 (두르가마수라를 죽인 자), 마헤슈바리 (마헤슈바라의 힘), 바라히 (비슈누의 형태인 바라하의 힘), 나라심히 (비슈누의 형태인 나라심하의 힘), 스리비디야 (스리 비디야인 자), 스리 만트라 라자 라지니 (스리 비디야의 여왕), 샤다다라디 데바타 (여섯 차크라의 여신) 등이다. 네덜란드 작가 디르크 판 데르 플라스는 "락슈미 탄트라에서, 비슈누파의 서명 텍스트인 마하마야라는 이름은 여신의 세 가지 부분적 기능 중 세 번째 또는 파괴적인 기능과 연결되어 있으며, 최고 형태로 그녀는 락슈미와 동일시된다"고 말한다.
그녀의 다른 이름으로는: 아이슈와리야, 아킬라, 아나그하, 아나파가미니, 아누마티, 아파라, 아루나, 아티바, 아바샤, 발라, 바르가비, 부데비, 차크리카, 찬찰라, 찬드라바다나, 찬드라사호다리, 찬드라루파, 데비, 딥타, 드루티, 하리프리야, 하리니, 하리발라바, 헤마말리니, 히라냐바르나, 인디라, 잘라자, 잠바바티, 자나키, 자나모디니, 조티, 조츠나, 칼야니, 카말리카, 케타키, 크리야락슈미, 크시르샤, 쿠후, 랄리마, 마다비, 마두, 말티, 마누슈리, 난디카, 난디니, 니킬라, 닐라 데비, 니메시카, 파드마바티, 파라마, 프라치, 푸르니마, 라다, 라마, 루크미니, 삼루디, 사무드라 타나야, 사티아바마, 슈라다, 슈리야, 시타, 스므리티, 스리데비, 수다, 수자타, 스와르나 카말라, 타루니, 틸로타마, 툴라시, 바수다, 바수다라, 바순다라, 바라다, 바라락슈미, 베다바티, 비디야, 비말라, 비루파 등이 있다.

## 도상학 및 상징주의

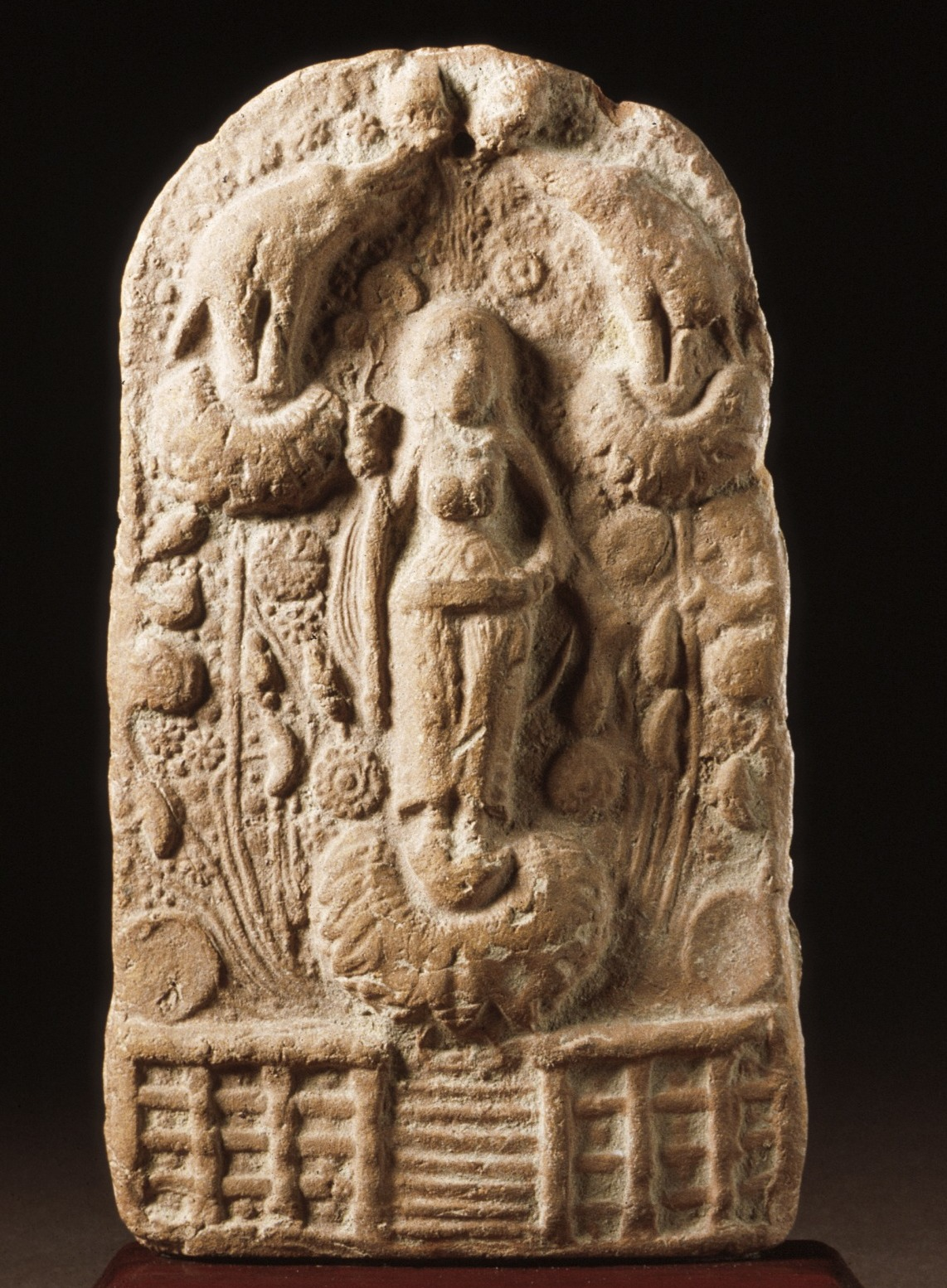
코끼리가 물을 뿌리는 락슈미, 우타르프라데시주, 카우샴비, 기원전 1세기

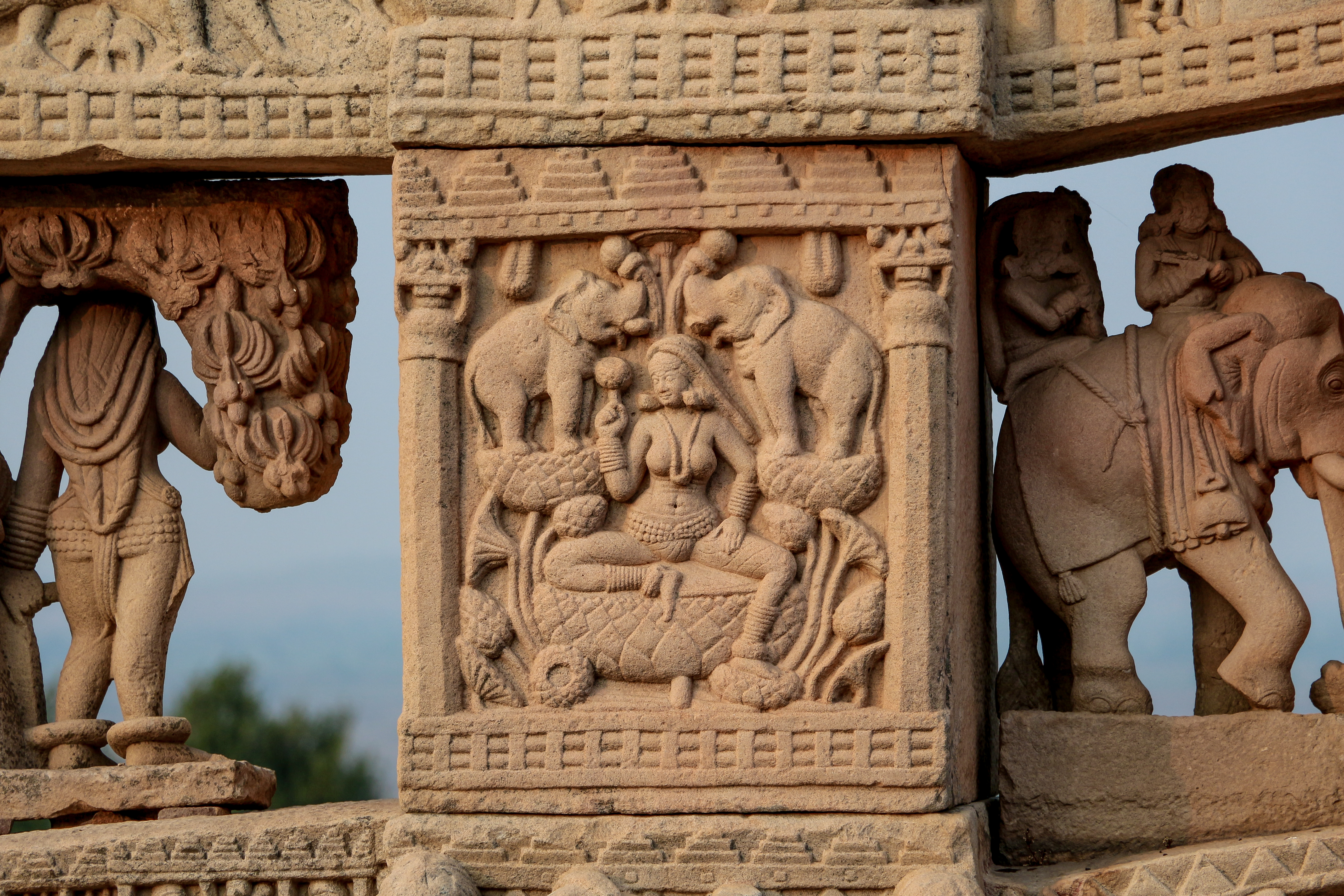
불교 산치 스투파의 가자락슈미 부조, 스투파 I, 북문, 사타바하나 왕조 조각, 기원후 1세기

락슈미는 위대한 세 여신인 트리데비의 일원이다. 그녀는 라자스 구나와 이차-샤크티를 상징한다. 락슈미의 형상, 아이콘, 조각상들은 상징으로 표현된다. 그녀의 이름은 목표를 알고 목적을 이해하는 것을 의미하는 산스크리트어 어근에서 파생되었다. 그녀의 네 팔은 힌두교에서 좋다고 여겨지는 네 가지 인간 목표를 상징한다: 다르마 (윤리적, 도덕적 삶의 추구), 아르타 (부, 삶의 수단 추구), 카마 (사랑, 정서적 만족 추구), 그리고 해탈 (자기 지식, 해방 추구).
락슈미의 도상학에서 그녀는 연꽃 위에 앉아 있거나 서 있으며, 일반적으로 한 손 또는 두 손에 연꽃을 들고 있다. 연꽃은 힌두교 및 기타 인도 전통에서 상징적인 의미를 지닌다. 베다적 맥락에서는 지식, 자기 실현, 해방을 상징하며, 탄트라(사하스라라) 맥락에서는 현실, 의식, 업 ('일, 행위')을 나타낸다. 연꽃은 깨끗하거나 더러운 물에서 피어나는데, 이는 성장하는 환경이 좋든 나쁘든 순수함을 상징한다. 이는 선과 번영이 주변의 악에 영향을 받지 않고 피어날 수 있음을 상기시킨다.
아래, 뒤 또는 옆에는 가자락슈미로 알려진 한두 마리의 코끼리와 함께, 가끔은 올빼미와 함께 락슈미가 자주 묘사된다. 코끼리는 일, 활동, 힘을 상징하며, 또한 물, 비, 풍요로운 번영을 위한 비옥함을 상징한다. 올빼미는 지식, 특히 어둠에 둘러싸였을 때 지식을 관찰하고, 보고, 발견하려는 인내심 있는 노력을 나타낸다. 낮에는 눈이 멀었다고 알려진 새로서, 올빼미는 또한 지식과 부를 얻은 후에도 맹목과 탐욕을 피해야 한다는 상징적인 경고 역할을 한다.
역사학자 D. D. 코삼비에 따르면, 대부분의 굽타 제국 황제들은 비슈누파였으며 락슈미 여신을 최고로 존경했다. 그들의 통치 기간 동안 대부분의 동전에는 락슈미 여신이 심하바히니(사자를 탄 여신)로 새겨져 있다. 굽타의 통치자 프라카샤디야 시대의 동전에는 앞면에 가루다드바자가, 뒷면에 락슈미가 새겨져 있다.
굽타 시대 조각품에서는 사자만을 락슈미와 연관시켰지만, 나중에는 두르가 또는 두 여신의 결합된 형태로 귀속되었다. 사자는 락슈미의 '바하나'였다, 사자는 아슈타락슈미 중 하나인 베라 락슈미와도 연관된다. 역사가 B. C. 바타차리야는 "가자락슈미의 이미지는 양쪽에 사자 두 마리와 함께 발견된다. 그녀의 머리 근처에도 코끼리 두 마리가 그려져 있으며, 이를 통해 사자도 가루다와 함께 락슈미의 바하나임을 알 수 있다"고 말한다.
일부 묘사에서는 부가 그녀의 한 손에서 상징적으로 흘러나오거나, 그녀가 단순히 돈 항아리를 들고 있다. 이 상징은 이중적인 의미를 지닌다: 락슈미를 통해 나타나는 부는 물질적 부뿐만 아니라 영적 부도 의미한다. 그녀의 얼굴과 펼친 손은 연민, 베풂 또는 다나('자선')를 나타내는 인상이다.
락슈미는 일반적으로 황금색 실로 수를 놓은 붉은 드레스를 입고 있는데, 이는 행운과 부를 상징한다. 부와 번영의 여신인 그녀는 종종 남편인 비슈누, 즉 정의와 평화로 가득 찬 인간의 삶을 유지하는 신과 함께 표현된다. 이 상징은 부와 번영이 삶, 정의, 평화의 유지와 결합되어 있음을 암시한다. 락슈미와 비슈누가 그림이나 조각상에 함께 나타날 때, 그녀는 훨씬 작게 묘사되는데, 이는 종종 아내로서의 헌신적인 지위를 나타내는 데 사용된다. 두 신의 자주 묘사되는 장면은 락슈미가 비슈누의 발을 마사지하는 모습을 보여준다.
다른 묘사로는 스칸다 푸라나의 락슈미 사하스라나마, 락슈미 탄트라, 그리고 마르칸데야 푸라나에서는 락슈미가 18개의 손을 가지고 있으며, 이 손에 묵주, 도끼, 철퇴, 화살, 번개, 연꽃, 항아리, 막대, 샤크티, 칼, 방패, 소라, 종, 와인잔, 삼지창, 올가미, 원반을 들고 있으며, 가루다, 사자, 또는 호랑이 위에 앉아 있다고 묘사된다. 락슈미 탄트라에 따르면, 락슈미 여신은 마하스리의 궁극적인 형태에서 황금빛 피부에 네 개의 팔을 가지고 있으며, 시트론, 곤봉, 방패, 그리고 암리타가 담긴 그릇을 들고 있다. 스칸다 푸라나와 벤카타찰라 마하트마얌에서 스리, 즉 락슈미는 브라흐마의 어머니로 칭송받는다.
일본에서 락슈미는 킷쇼텐으로 알려져 있으며, 손에 뇨이호주 보석(如意宝珠)을 들고 있는 모습으로 흔히 묘사된다.

## 문학

### 베다와 브라마나
락슈미의 의미와 중요성은 고대 산스크리트어 텍스트에서 진화했다. 락슈미는 리그베다에서 한 번 언급되는데, 이 이름은 '혈족 표식, 상서로운 행운의 징표'를 의미한다.

| भद्रैषां 'लक्ष्मीर्निहिताधि वाचि bhadraiṣāṁ 'lakṣmī'rnihitādhi vāci | ("상서로운 행운이 그들의 말에 붙어 있다") |
| —리그베다, x.71.2                                     | —존 뮤어 번역                             |

기원전 약 1000년에 필사된 아타르바베다에서 락슈미는 여러 가지 형태로 나타나는 복합적인 개념으로 발전한다. 아타르바베다 7권 115장에서는 다원성을 주장하며, 백 명의 락슈미가 태어날 때 필멸자의 몸과 함께 태어나는데, 일부는 선하고 푸니야('덕스러운')하며 상서로운 반면, 다른 일부는 악하고 파피('악한')하며 불행하다고 말한다. 좋은 것들은 환영받고, 나쁜 것들은 떠나도록 촉구된다. 락슈미의 개념과 정신, 그리고 행운과 선과의 연관성은 아타르바베다의 여러 책에서 언급될 만큼 중요하며, 예를 들어 12권 5장에서는 푸니야 락슈미로 언급된다. 아타르바베다의 일부 장에서 락슈미는 선, 상서로운 징조, 행운, 좋은 운, 번영, 성공, 행복을 의미한다.
이후 락슈미는 행운의 여신으로 불리며 스리와 동일시되어 비슈누(Nārāyaṇa)의 아내로 여겨진다. 예를 들어, 기원전 800년에서 기원전 300년 사이에 쓰인 것으로 추정되는 샤타파타 브라마나에서 스리(락슈미)는 고대 인도에서 우주의 창조와 생명의 본질에 대한 여러 이론 중 하나로 등장한다. 샤타파타 브라마나 9권에서 스리는 생명과 우주의 본질을 창조하기 위한 격렬한 명상 끝에 프라자파티로부터 나타난다. 스리는 태어날 때 엄청난 에너지와 힘을 가진 찬란하고 떨리는 여인으로 묘사된다. 신들은 그녀에게 매료되어 그녀를 탐내고 즉시 그녀의 권능, 재능, 선물들을 빼앗으려 한다. 프라자파티는 거절하며 신들에게 여자를 죽여서는 안 된다고 말하고, 폭력 없이 그녀의 선물들을 구할 수 있다고 말한다. 신들은 락슈미에게 다가간다. 아그니는 음식을 얻고, 소마는 왕권을 얻고, 바루나는 제국적 권위를 얻고, 미트라는 무술 에너지를 얻고, 인드라는 힘을 얻고, 브리하스파티는 사제적 권위를 얻고, 사비트리는 지배권을 얻고, 푸샨은 광채를 얻고, 사라스바티는 영양을 얻고, 트바슈트리는 형태를 얻는다. 따라서 샤타파타 브라마나의 찬가는 스리를 다양한 재능과 힘을 가지고 태어난 여신으로 묘사한다.
또 다른 전설에 따르면, 그녀는 우주가 창조될 때 연꽃의 펼쳐진 꽃잎 위 물에 떠서 나타났다고 한다. 그녀는 또한 다양하게 다르마의 아내, 카마의 어머니, 다트리와 비다트리의 자매 또는 어머니, 다타트레야의 아내, 비슈누의 아홉 샤크티 중 하나, 바라타샤르마에서 닥샤야니와 동일시되는 프라크리티의 현현, 그리고 라마의 아내인 시타로 여겨진다.:103–12

### 서사시
마하바라타와 같은 힌두교의 서사시에서 락슈미는 부, 재산, 행복, 아름다움, 우아함, 매력, 그리고 영광을 의인화한다. 라마야나에 묘사된 우주의 창조에 대한 또 다른 힌두 전설에서, 락슈미는 신과 악마가 크시라 사가라('우유 바다')를 휘저어 암리타를 회복할 때 우유 바다의 거품에서 다른 귀중한 것들과 함께 솟아난다. 그녀는 손에 연꽃을 들고 나타났으며, 그래서 그녀는 파드마라고도 불린다.:108–11 일부 학자들은 스리와 락슈미가 원래는 다른 여신이었으나 하나의 인물로 합쳐졌을 것이라는 이론을 제안한다.
라마야나의 여성 주인공 시타와 그녀의 남편인 신왕 라마는 각각 락슈미와 비슈누의 아바타라로 간주된다.
마하바라타에서 드라우파디는 스리(락슈미)의 화신으로 묘사된다. 후대의 삽입본은 드라우파디를 샤치로 재해석하여, 락슈미를 비슈누의 화신인 크리슈나의 배우자 루크미니와 연관시키려 한다. 그러나 학자들은 비판적 판본에서 드러나듯이, 원래의 전통은 스리를 드라우파디와 동일시한다고 확언한다.

### 우파니샤드
샥타 우파니샤드는 여신들의 트리데비—락슈미, 사라스바티 그리고 파르바티—에게 헌정되었다. 사우바갸락슈미 우파니샤드는 락슈미의 자질, 특성, 그리고 힘을 묘사한다. 우파니샤드의 두 번째 부분에서는 물질적 갈망에서 벗어나 영적 지식과 자기 실현, 즉 진정한 부를 얻기 위한 요가의 사용에 중점을 둔다. 사우바갸-락슈미 우파니샤드는 락슈미를 설명하기 위해 스리를 동의어로 사용한다.

### 스토트람과 수트라
수많은 고대 스토트람과 힌두교 수트라는 락슈미에게 헌정된 찬가를 읊는다. 그녀는 힌두교의 푸라나와 이티하사에서 주요 여신이다. 인도의 고대 경전에서 모든 여성은 락슈미의 화신으로 선언된다. 예를 들어:
모든 여성은 당신의 화신이다.
어린 시절에는 어린 소녀로 존재하며,
젊은 시절에는 젊은 여성으로 존재하며,
노년에는 나이 든 여성으로 존재한다.— 스리 카말라 스토트람

모든 여성은 당신의 발현이다.— 스리 다이바크르타 락슈미 스토트람

락슈미에게 헌정된 고대 기도문들은 물질적, 영적 부를 모두 추구한다.
환상을 통해,

사람은 더 높은 자아와 단절될 수 있으며,

이리저리 방황하고,

명확한 생각을 잃고,

파괴적인 행동에 빠져들 수 있다.

세상에 아무리 많은 진실이

빛을 발하고,

온 창조를 비춘다 해도,

지혜는 경험되지 않으면

얻을 수 없다.

마음의 문을 열어 경험되지 않으면....

### 푸라나
락슈미는 힌두교의 푸라나에 두드러지게 묘사된다. 특히 비슈누 푸라나는 그녀에게 많은 부분을 할애하고 있으며, 그녀를 스리라고도 부른다. J. A. B. 판 바위테넨은 비슈누 푸라나에서 락슈미를 묘사하는 구절을 번역한다:
비슈누에게 충실한 스리는 세상의 어머니이다. 비슈누는 의미이고, 스리는 언어이다. 그녀는 행위이고, 그는 행동이다. 비슈누는 지식이고, 그녀는 통찰력이다. 그는 다르마이고, 그녀는 덕스러운 행위이다. 그녀는 땅이고, 그는 땅을 지지하는 자이다. 그녀는 만족이고, 그는 만족감이다. 그녀는 바람이고, 그는 욕망이다. 스리는 하늘이고, 비슈누는 모든 것의 자아이다. 그는 태양이고, 그녀는 태양의 빛이다. 그는 바다이고, 그녀는 해안이다.

### 수바시타, 게놈 및 교훈 문학
락슈미는 파르바티, 사라스바티와 함께 인도의 광범위한 수바시타, 게놈 및 교훈 문학의 주제이다. 기원전 1천년기부터 기원후 16세기까지 쓰여진 이들은 정확한 운율로 된 짧은 시, 속담, 이행시 또는 명언들이다. 때로는 락슈미와 비슈누 사이의 대화 형태를 취하거나, 베다의 영적 메시지와 힌두 서사시의 윤리적 격언을 락슈미를 통해 강조한다. 한 가지 수바시타의 예는 남인도의 베카타라야가 편찬한 푸라나르타 삼그라하인데, 여기에서 락슈미와 비슈누는 니티('올바른 도덕적 행위')와 라자니티('국정' 또는 '올바른 통치')에 대해 논하며, 30개 장에 걸쳐 개인, 사회, 정치 생활에 대한 윤리적, 도덕적 질문을 다룬다.:22

## 발현과 측면

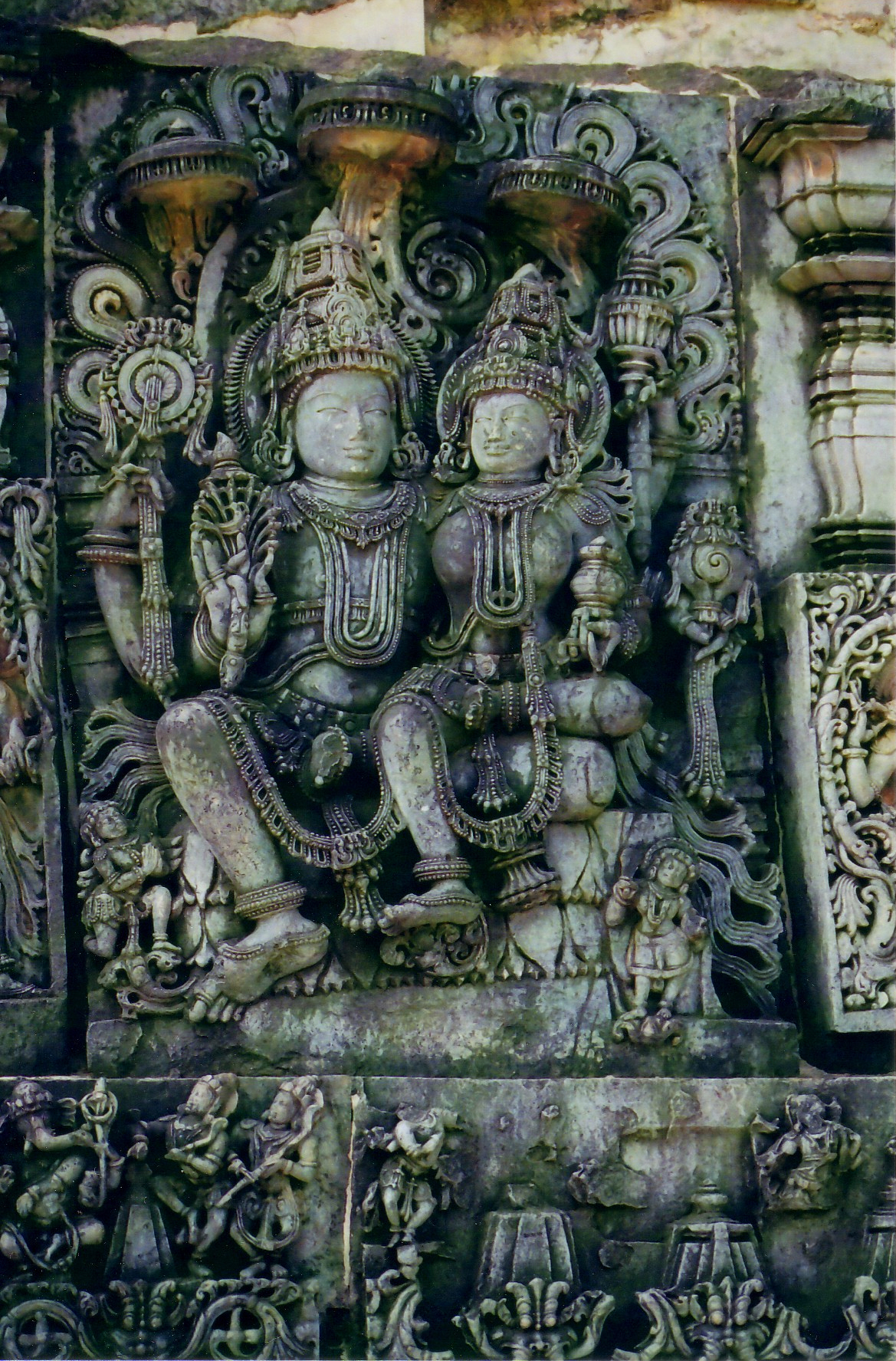
할레비두의 호이살레스와라 사원에 있는 비슈누 신과 락슈미 여신 조각상

사원 내부에서 락슈미는 종종 비슈누와 함께 묘사된다. 인도 특정 지역에서는 락슈미가 남편 비슈누와 그의 세속적 신자들 사이에서 특별한 중재자 역할을 한다. 은혜나 용서를 구하는 신자들은 종종 락슈미의 중개적 존재를 통해 비슈누에게 접근한다. 그녀는 또한 영적 성취의 의인화이기도 하다. 락슈미는 바이쿤타라고도 불리는 영적 세계, 즉 락슈미와 비슈누(총칭하여 락슈미 나라야나)의 거처를 구현한다. 락슈미는 비슈누의 창조적 에너지인 샤크티의 구현이며, 우주를 창조하는 원초적 프라크리티이다.

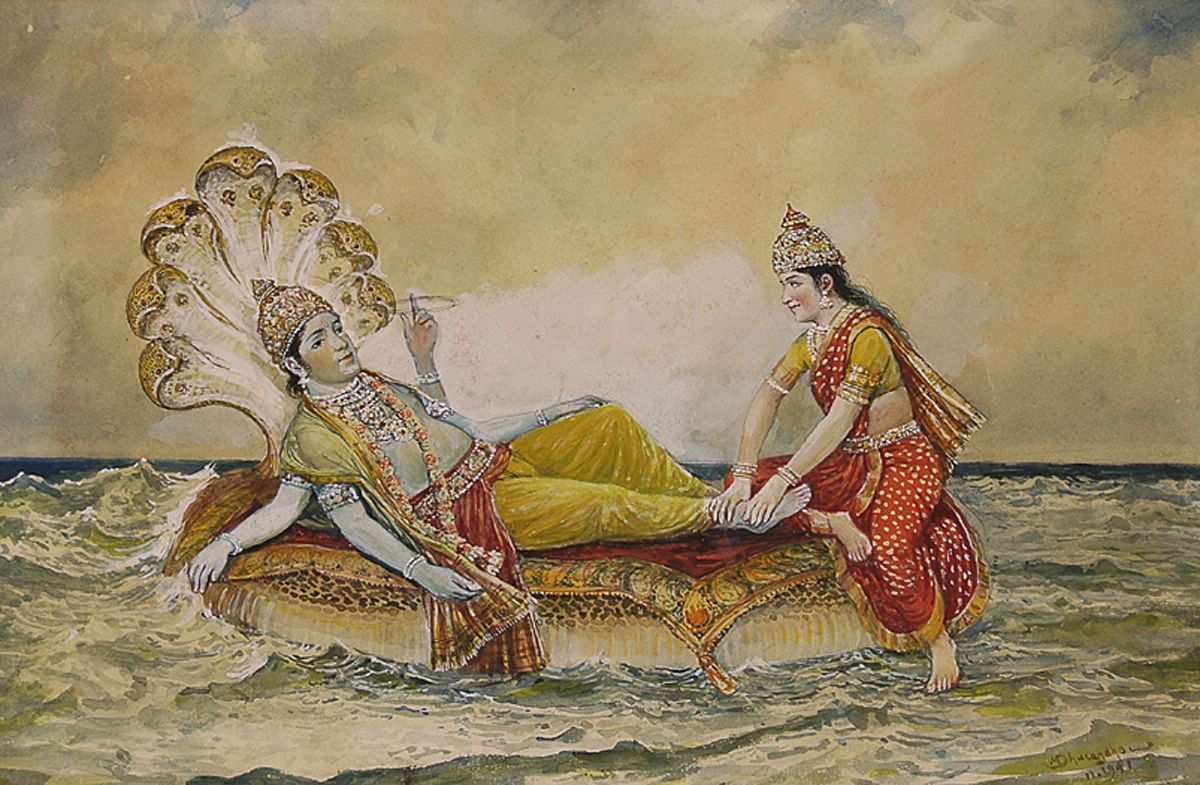
아난타-셰샤 위에 누워 있는 비슈누가 락슈미에게 발 마사지를 받는 20세기 초 그림.

가루다 푸라나에 따르면, 락슈미는 프라크리티(마하락슈미)로 간주되며, 스리, 부, 두르가 세 가지 형태로 식별된다. 이 세 가지 형태는 사트바('선'), 라자스, 그리고 타마스('어둠') 구나로 구성되어, 비슈누를 도와 우주 전체를 창조, 보존, 파괴한다. 두르가의 형태는 악마와 반신들을 싸우고, 정복하고, 벌주는 힘을 나타낸다.
락슈미 탄트라와 스칸다 푸라나의 락슈미 사하스라나마에서 락슈미는 원초적 여신의 지위를 부여받는다. 이 경전들에 따르면, 두르가와 마하락슈미, 마하칼리, 마하사라스바티와 같은 다른 형태들, 그리고 마트리카와 마하비드야와 같은 모든 신들로부터 나온 모든 샤크티들은 모두 락슈미 여신의 다양한 형태들이다. 락슈미 탄트라에서 락슈미는 인드라에게 자신이 두르가마라는 아수라를 죽인 후에 두르가라는 이름을 얻었다고 말한다. 인도학자이자 작가인 치트랄레카 싱과 프렘 나스는 "나라다 푸라나는 락슈미의 강력한 형태를 두르가, 마하칼리, 바드라칼리, 찬디, 마헤슈와리, 마하락슈미, 바이슈나비, 안드레예로 묘사한다"고 말한다.
락슈미, 사라스바티, 파르바티는 일반적으로 인도 대부분의 지역에서 별개의 존재로 인식되지만, 서벵골주 및 오디샤주와 같은 주에서는 두르가의 형태로 지역적으로 믿어진다. 힌두 벵골 문화에서는 락슈미가 사라스바티와 함께 두르가의 딸로 여겨진다. 이들은 두르가 푸자 동안 숭배된다.
남인도에서 락슈미는 스리데비와 부데비의 두 가지 형태로 벤카테스와라, 즉 비슈누의 한 형태인 벤카테스와라의 양쪽에 함께 나타난다. 부데비는 아파라 프라크리티 또는 대지모신이라고 불리는 물질 세계 또는 에너지의 표상이며 총체이다. 스리데비는 프라크리티라고 불리는 영적 세계 또는 에너지이다. 락슈미 탄트라에 따르면, 락슈미의 현현 또는 화신 중 하나인 닐라 데비는 비슈누의 세 번째 아내이다. 세 여신은 각각 스리 수크타, 부 수크타, 닐라 수크타에 언급되어 있다. 이 삼중 여신은 예를 들어 드와라카 티루말라 근처의 스리 부 닐라 사히타 사원, 안드라프라데시주, 그리고 타밀나두주의 아디나트 스와미 사원에서 찾아볼 수 있다. 이 지역의 많은 곳에서 안달은 락슈미의 화신으로 간주된다.

아슈타 락슈미 - 락슈미의 여덟 가지 형태

아슈타 락슈미 (산스크리트어: 산스크리트어: अष्टलक्ष्मी)는 락슈미의 여덟 가지 보조 발현 그룹이다. 아슈타 락슈미는 여덟 가지 부의 원천을 관장하며, 따라서 스리 락슈미의 여덟 가지 힘을 나타낸다. 아슈타 락슈미에게 헌정된 사원은 첸나이 근처의 아슈타락슈미 코빌과 인도의 다른 많은 주에서 찾아볼 수 있다.
| 아디 락슈미                | 락슈미의 첫 번째 발현                    |
| 다냐 락슈미                | 곡물 부                                  |
| 베라 락슈미                | 용기의 부                                |
| 가자 락슈미                | 물을 뿌리는 코끼리, 풍요, 비, 음식의 부. |
| 산타나 락슈미              | 연속성, 자손의 부                        |
| 비디야 락슈미              | 지식과 지혜의 부                         |
| 비자야 락슈미              | 승리의 부                                |
| 다나 / 아이슈와리야 락슈미 | 번영과 행운의 부                         |

## 창조와 전설

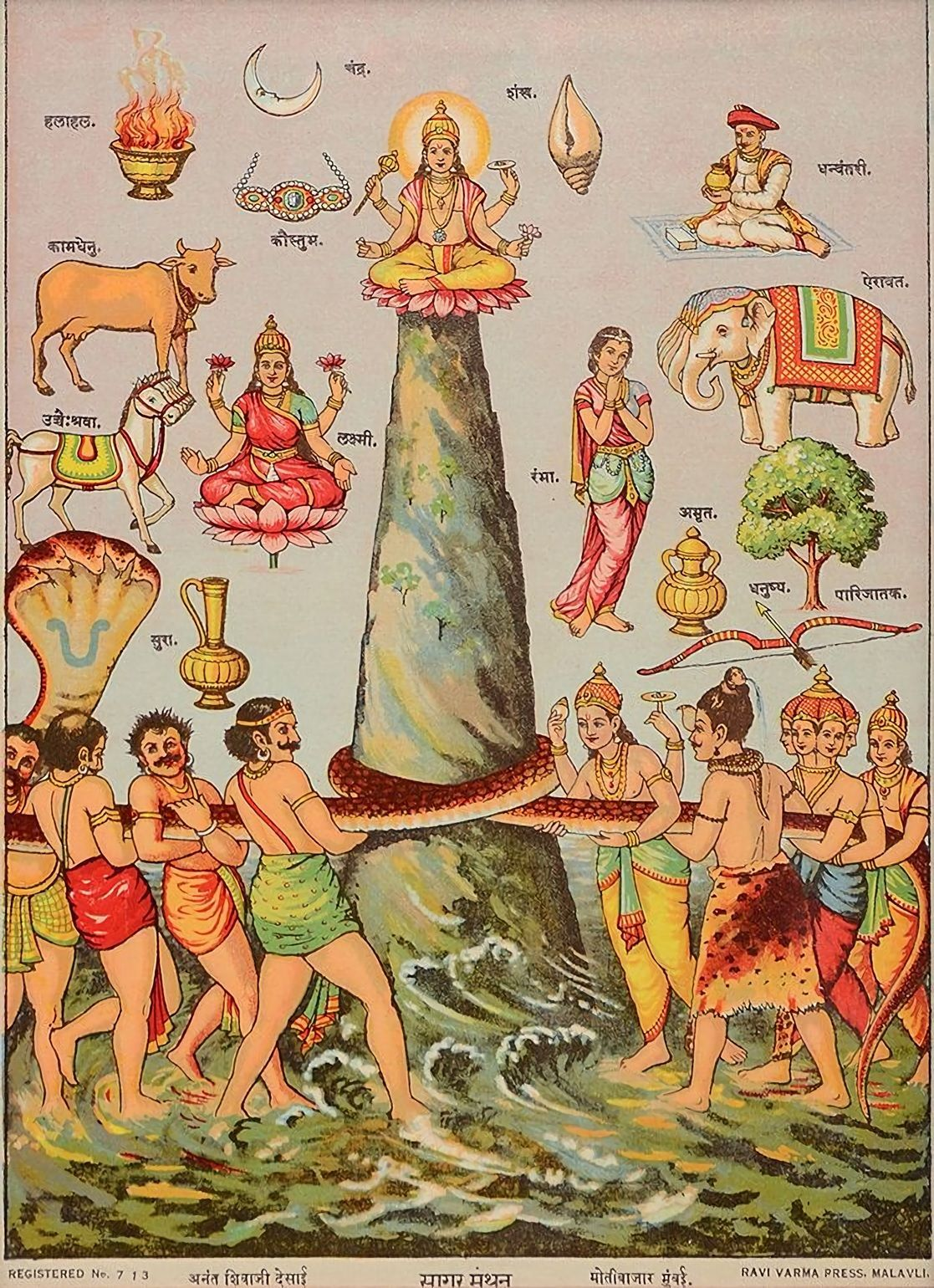
사무드라 만타나를 묘사한 그림, 락슈미가 손에 연꽃을 들고 나타난다.

데바 (신)와 아수라 (악마)는 한때 힌두교에서 모두 필멸자였다. 불멸을 부여하는 신성한 꿀인 암리타는 크시라 사가라('우유 바다')를 휘저어야만 얻을 수 있었다. 데바와 아수라는 모두 불멸을 추구하며 만다라 산으로 크시라 사가라를 휘젓기로 결정했다. 사무드라 만타나는 한쪽에는 데바, 다른쪽에는 아수라가 참여하여 시작되었다. 비슈누는 거북이인 쿠르마로 화신하여, 거북이 위에 휘젓는 막대로 산을 놓았다. 독을 내뿜는 위대한 뱀 신인 바수키는 산 주위에 감겨 바다를 휘젓는 데 사용되었다. 휘젓는 동안 수많은 신성한 천상의 존재들이 나타났다. 그들과 함께 락슈미 여신도 나타났다. 일부 버전에서는 그녀가 바다에서 나왔기 때문에 바다 신의 딸이라고도 한다.
가루다 푸라나, 링가 푸라나, 파드마 푸라나에 따르면 락슈미는 신성한 현자 브리구와 그의 아내 크야티의 딸로 태어나 바르가비라고 불렸다. 비슈누 푸라나에 따르면, 우주는 데바와 아수라가 우주의 크시라 사가라를 휘저을 때 창조되었다. 락슈미는 연꽃을 들고 바다에서 나왔으며, 신성한 소 카마데누, 바루니, 파리자트 나무, 압사라, 찬드라 (달), 그리고 암리타('불멸의 꿀')를 든 단반타리와 함께 나타났다. 그녀가 나타났을 때, 데바 또는 아수라 중 하나를 선택할 수 있었다. 그녀는 데바 편을 선택했고, 30명의 신들 중 비슈누와 함께 있기로 결정했다. 그 후, 세 세상에서 연꽃을 든 여신은 칭송받았다.

## 숭배 및 축제

### 축제
많은 힌두인들은 빛의 축제인 디파발리 (디왈리)에 락슈미를 숭배한다. 이 축제는 일반적으로 매년 10월 또는 11월 가을에 기념된다. 이 축제는 영적으로 어둠에 대한 빛의 승리, 무지에 대한 지식의 승리, 악에 대한 선의 승리, 절망에 대한 희망의 승리를 의미한다.

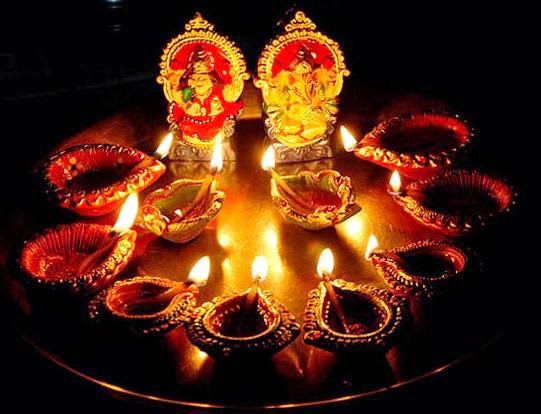
디파발리 축제에는 푸자 (기도)가 포함되며, 락슈미와 가네샤에게 바친다. 락슈미는 비슈누파 전통에 속하며, 가네샤는 힌두교의 시바파 전통에 속한다.

디파발리 밤에 힌두인들은 집 안팎에 디야 (램프와 촛불)를 밝히고, 일반적으로 락슈미에게 가족 푸자 (기도)에 참여한다. 디파발리는 락슈미가 상서로움, 부, 번영을 의미하므로 주요 쇼핑 기간이기도 하다.
락슈미 여신 숭배를 위한 매우 신성한 날은 차이트라 슈클라 판차미이며, 락슈미 판차미, 스리 판차미, 칼파디, 스리 브라타라고도 불린다. 이 숭배는 힌두력에 따라 힌두 새해 첫 주에 행해지므로 매우 상서로운 것으로 여겨진다. 바라락슈미 브라탐은 기혼 힌두 여성들이 남편의 안녕을 기원하며 지켜진다.
가자 락슈미 푸자는 아슈빈 (10월) 달의 보름달 날, 샤라드 푸르니마에 인도 여러 지역에서 기념되는 또 다른 가을 축제이다. 샤라드 푸르니마는 코자아가리 푸르니마 또는 쿠안르 푸르니마라고도 불리며, 수확제로 계절풍의 끝을 알린다. 카우무디 축제라고 불리는 전통적인 달 축제가 있으며, 카우무디는 달빛을 의미한다. 샤라드 푸르니마 밤에는 락슈미 여신에게 수확에 대해 감사하고 숭배한다. 바이바브 락슈미 브라타는 금요일에 번영을 위해 지켜진다.

### 찬송가
락슈미 여신에게 헌정된 수많은 찬송가, 기도문, 슐로카, 스토트라, 노래, 전설들이 여신 숭배 의식 동안 낭송된다. 여기에는 다음이 포함된다.
- 스리 마하락슈미 아슈타캄 (인드라 저)
- 스리 락슈미 사하사라나마 스토트라 (사나트 쿠마라 저)
- 스리 스투티 (베단타 데시카 저)
- 락슈미 스투티 (인드라 저)
- 카나카다라 스토트람 (아디 샹카라 저)
- 차투흐 슐로키 (야무나차리야 저)
- 스리 락슈미 슐로카 (바가반 하리 스와미지 저)
- 스리 수크타, 베다에 포함되어 있으며 락슈미 가야트리 만트라를 포함 (옴 스리 마하락슈미야이 차 비드마헤 비슈누 파트냐이 차 디마히 탄노 락슈미 프라초다야트, 옴)
- 링가 푸라나 (48.13)에 언급된 락슈미 가야트리 만트라 - (사무드라타야이 비드마헤 비슈누나이케나 디마히 탄노 라다 프라초다야트)[110]
- 아슈타락슈미 스토트람 (U.V. 스리니바사 바라다차리야르 저)[111]

## 주요 사원
락슈미 여신에게 헌정된 일부 사원은 다음과 같다:
- 아그로하 담
- 아슈타락슈미 사원, 첸나이
- 아자기야 마나발라 페루말 사원
- 바갸락슈미 사원, 하이데라바드
- 초타니카라 사원, 케랄라주
- 108 디비야 데삼
- 스리푸람 황금 사원
- 고라바나할리 마하락슈미 사원[112]
- 하르샤트 마타 사원
- 자라이-카-마트
- 카일라 데비 사원, 라자스탄
- 락슈미 데비 사원, 돗다가다발리
- 락슈미나라야나 사원, 호사홀라루
- 락슈미 사원, 카주라호
- 락슈미나라얀 사원, 델리
- 마하락슈미 콜라푸라담마 사원, 랏나가리[113]
- 마하락슈미 사원, 다하누
- 마하락슈미 사원, 콜하푸르
- 마하락슈미 사원, 뭄바이
- 무캄비카 사원, 콜루르
- 푼다리카크샨 페루말 사원
- 파드마크시 사원
- 스리 카나카 마하 락슈미 사원, 안드라프라데시주
- 스리 락슈미 찬드라라 파라메슈와리 사원, 카르나타카
- 다디마티 마타 사원
- 스리 락슈미 사원, 애슐랜드, 매사추세츠

## 고고학

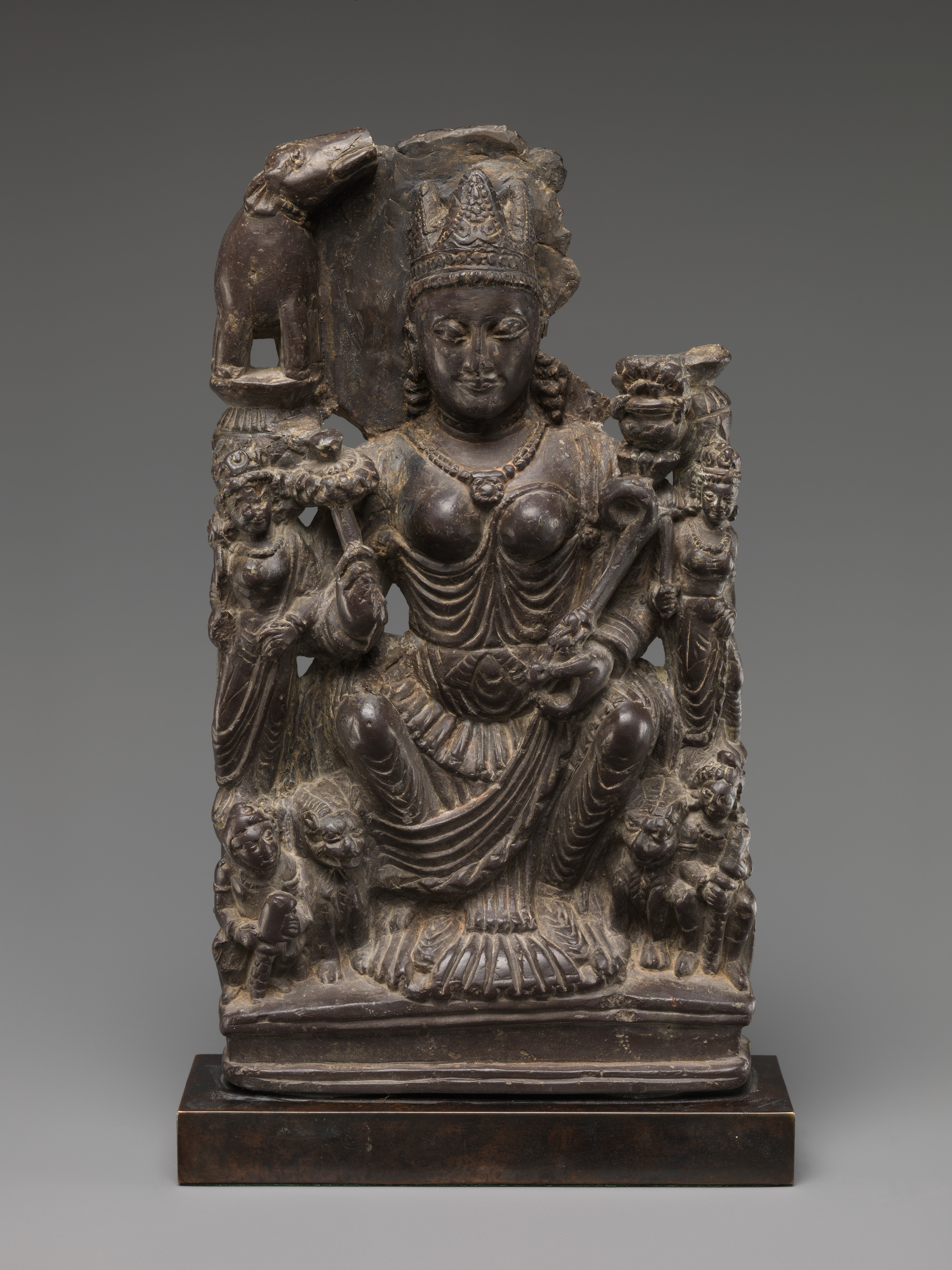
연꽃과 코르누코피아를 들고 두 마리의 코끼리와 두 마리의 사자가 양쪽에 있는 그리스의 영향을 받은 가자 락슈미 조각상. 카슈미르 출토, 6세기.

가자 락슈미 또는 두 마리의 코끼리가 물을 뿌리는 락슈미 여신의 표현은 고고학 유적지에서 가장 자주 발견되는 것 중 하나이다. 가자 락슈미의 고대 조각상(마투라의 손크 유적지 출토)은 쿠샨 제국 이전 시대로 거슬러 올라간다. 현대 우타르프라데시주의 아트란지케라 유적지에서는 기원전 2세기로 추정되는 락슈미 이미지가 새겨진 테라코타 명판이 발견되었다. 기원전 3세기경의 고대 락슈미 테라코타 조각상들이 발견된 다른 고고학 유적지로는 바이살리, 스라바스티, 카우삼비, 캄파, 찬드라케투가드 등이 있다.
락슈미 여신은 아프가니스탄에서 인도에 이르는 다양한 힌두 왕국의 고대 동전에서 자주 발견된다. 가자 락슈미는 스키타이-파르티아 왕 아제스 2세와 아질리세스의 동전에서 발견되었고, 숭가 제국 제예슈타미트라 왕 시대의 동전에도 나타나며, 모두 기원전 1천년기로 거슬러 올라간다. 아요디야, 마투라, 우자인, 산치, 보드가야, 카나우지 등 인도 여러 지역에서 발견된 기원후 1세기부터 4세기까지의 동전에는 모두 락슈미가 새겨져 있다. 마찬가지로, 기원전 1천년기로 추정되는 락슈미 이미지가 새겨진 고대 그리스-인도 보석과 인장도 발견되었다.
잠무 카슈미르의 아난트나가 지역 젤룸강을 따라 위치한 와가마 마을에서 1400년 된 희귀한 락슈미 화강암 조각상이 발견되었다.
폼페이 락슈미, 이탈리아 폼페이에서 발견된 락슈미 조각상으로 추정되는 이 조각상은 기원후 79년 베수비오 화산 폭발 이전의 것으로 추정된다.

## 힌두교 외부

### 자이나교

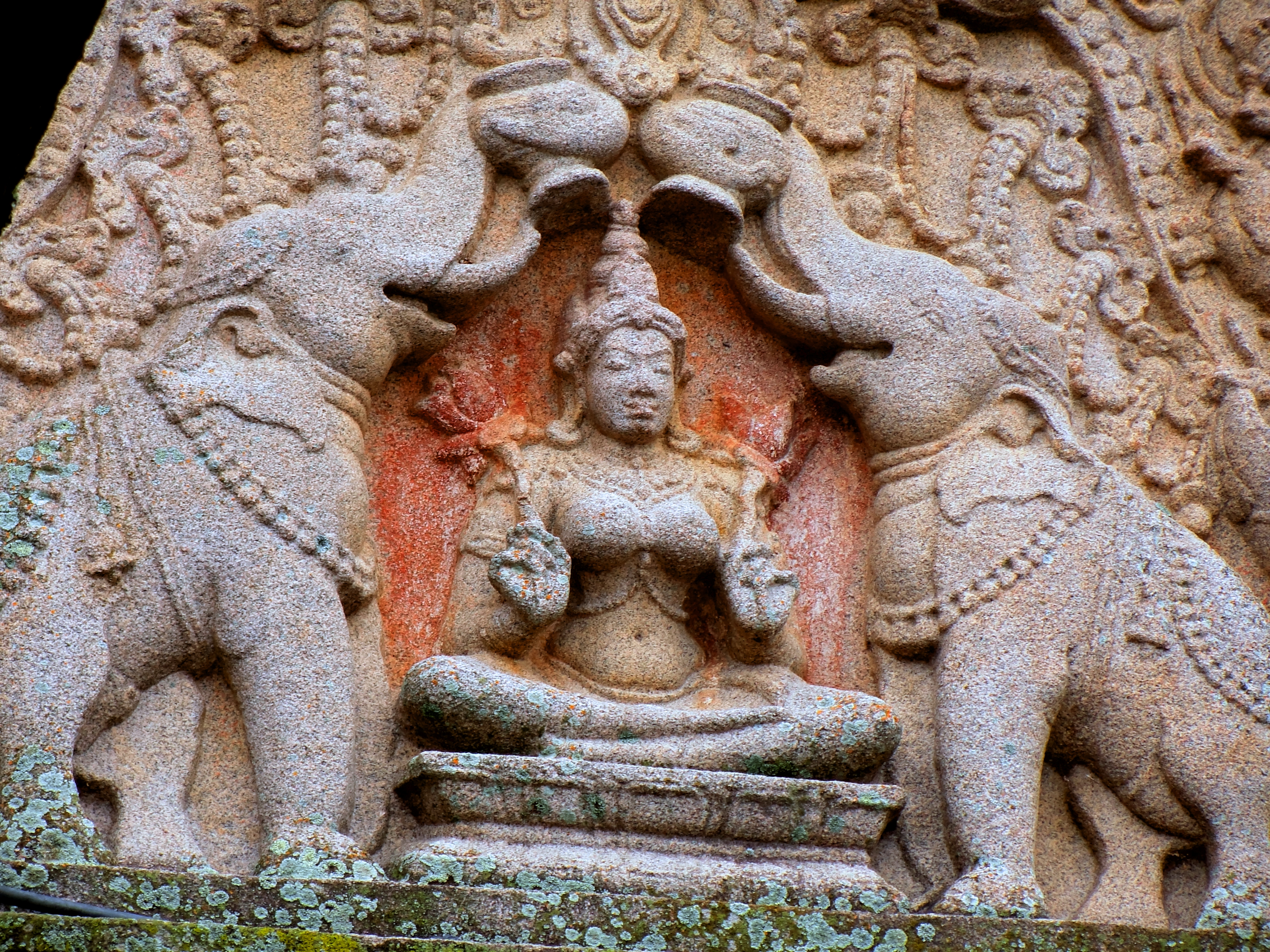
가자 락슈미, 샤라나벨라고라 사원, 카르나타카주.

락슈미는 자이나교에서도 중요한 신이며 자이나교 사원에서 발견된다. 일부 자이나 사원에서는 스리 락슈미를 아르타('부')와 카마('쾌락')의 여신으로 묘사하기도 한다. 예를 들어, 카주라호 기념물의 파르슈바나트 자이나 사원에서 그녀는 비슈누와 함께 전시되어 있는데, 비슈누의 가슴에 바짝 붙어 있고, 비슈누는 손바닥으로 가슴을 감싸고 있다. 카주라호의 힌두 사원 근처에 지어진 자이나 사원에 비슈누-락슈미 도상학이 존재한다는 것은 인도 종교 전반에 걸쳐 락슈미가 공유되고 수용되었음을 시사한다. 이러한 공통점은 자이나 경전 칼파 수트라에 나오는 락슈미에 대한 찬사에서 나타난다.

### 불교

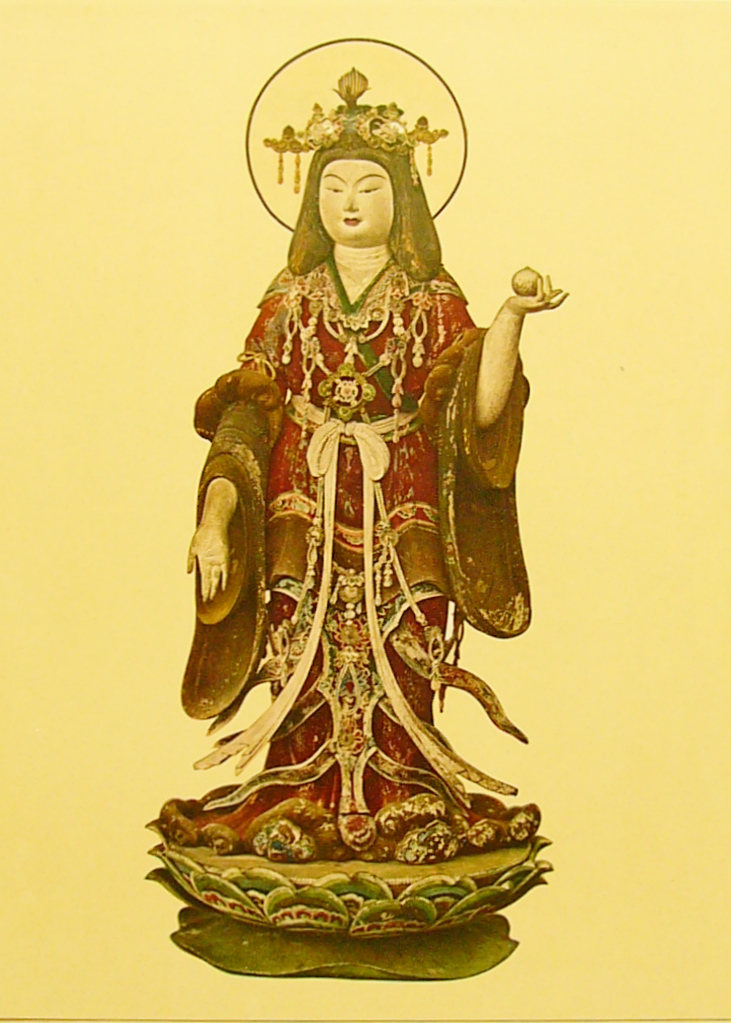
일본의 키시조텐은 락슈미에서 유래했다.

불교에서 락슈미는 풍요와 행운의 여신으로 여겨져 왔으며, 가장 오래된 스투파와 불교의 석굴 사원에 표현되어 있다. 티베트, 네팔, 동남아시아의 불교 종파에서 바수다라는 힌두 여신과 유사한 특징과 속성을 가지며, 도상학적 차이는 미미하다.

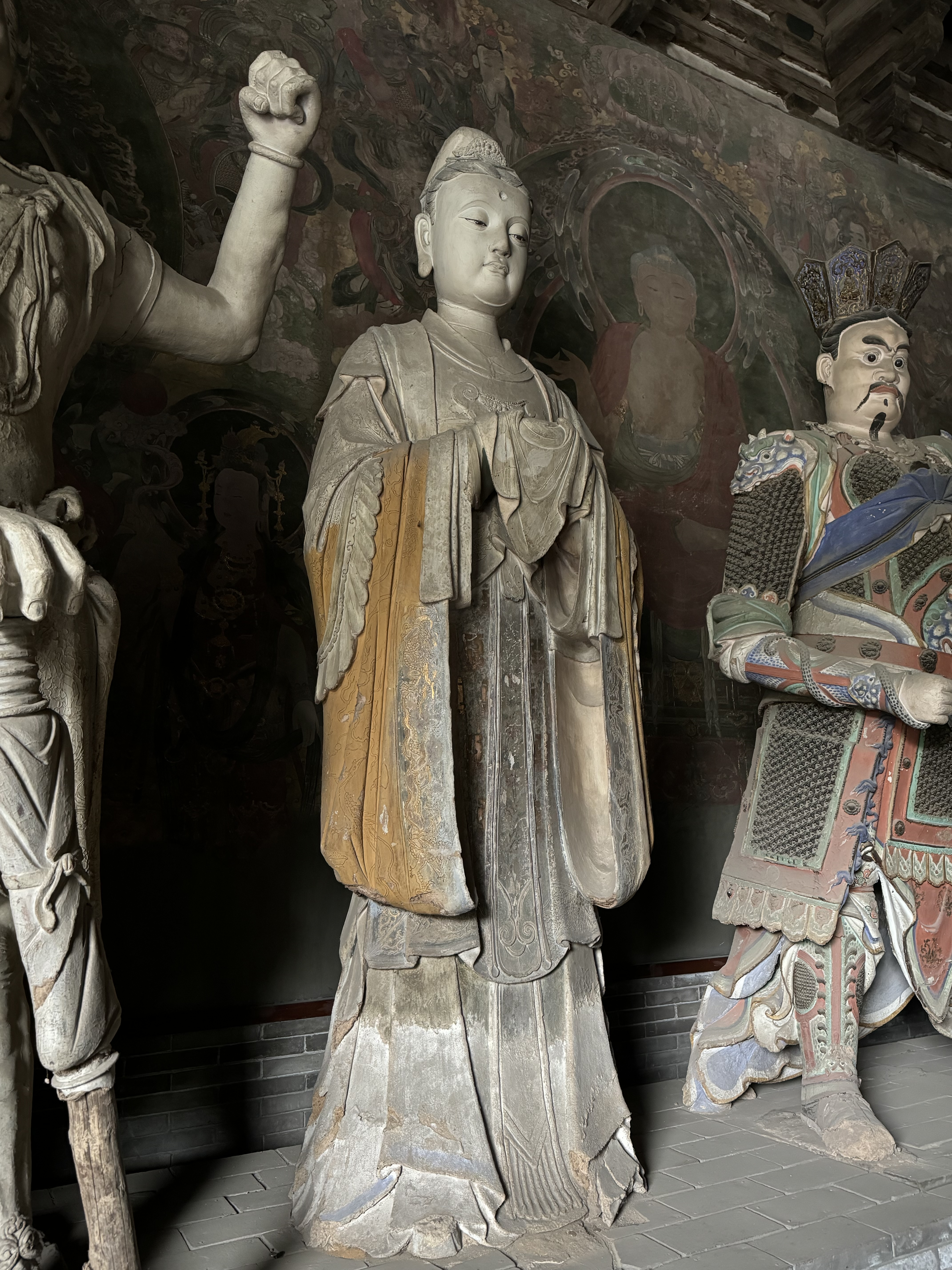
명나라 (1368-1644) 중국의 불교에서 락슈미로 알려진 길상천녀의 조각상, 다퉁 선화사

중국의 불교에서 락슈미는 공덕천(功德天, lit "공덕의 신") 또는 길상천녀(吉祥天女, lit "상서로운 여신")로 불리며, 행운과 번영의 여신이다. 그녀는 비사문천 (毗沙門天), 즉 다문천왕의 누이로 여겨진다. 그녀는 또한 24수호신 중 한 명으로 간주되며, 그녀의 이미지는 다른 신들과 함께 대부분의 중국 불교 사찰의 대웅전에 자주 봉안된다. 그녀의 만트라인 스리 데비 다라니(중국어: 大吉祥天女咒; 병음: Dà Jíxiáng Tiānnǚ Zhòu)는 십소주 (중국어: 十小咒; 병음: Shí xiǎo zhòu) 중 하나로 분류되며, 이는 중국 불교 사찰에서 아침 예불 시 일반적으로 암송되는 다라니 모음이다.

다라니는 다음과 같다:
Namo buddhāya, Namo dharmāya, Namah samghāya, Namah Śrī Mahādevīye, Tadyathā Om paripūraņa cāre samanta darśane. Mahā vihāra gate samanta vidhamane. Mahā kārya pratişţhāpane, sarvārtha sādhane, supratipūri ayatna dharmatā. Mahā vikurvite, mahā maitrī upasamhite, mahārşi susamgŗhīte samantārtha anupālane svāhā.
일본 불교에서 락슈미는 키시조텐(일본어: 吉祥天)으로 알려져 있으며, 행운과 번영의 여신이기도 하다. 중국과 마찬가지로 키시조텐은 비사문천(일본어: 毘沙門, 타몬 또는 비사몬텐이라고도 함)의 누이로 여겨지며, 비사문천은 인간의 삶을 보호하고 악과 싸우며 행운을 가져다준다. 고대 및 중세 일본에서 키시조텐은 특히 어린이를 위해 행운과 번영을 기원하는 여신이었다. 키시조텐은 게이샤의 수호신이기도 했다.
티베트 불교에서 락슈미는 중요한 신이며, 특히 겔룩파에서 그러하다. 그녀는 평화롭고 분노한 형태를 모두 가지며, 후자 형태는 팔덴 라모, 스리 데비 두드솔 도캄, 또는 카마닷비슈바리로 알려져 있고 (겔룩) 티베트 불교와 라싸, 티베트의 주요 여성 수호신이다.
락슈미와 다문천왕은 고대 중국 및 일본 불교 문헌에서 발견되지만, 그 뿌리는 힌두교의 신들로 거슬러 올라간다.
락슈미는 발리주에서 풍요와 농업의 여신으로 숭배받는 데위 스리와 밀접하게 연관되어 있다.

## 화신
다양한 경전과 문헌에서 락슈미는 다음과 같이 화신한다:
- 베다바티 – 베다바티는 베다의 소유자이며, 시타 여신의 전생으로도 여겨진다.[128]
- 부미 – 부미는 대지의 여신이며, 비슈누의 3번째 아바타라인 바라하의 배우자이다.[129] 그녀는 나라카수라, 망갈라, 시타의 어머니로 간주된다.[130]
- 바라히 – 바라히는 바라하의 여성 에너지이자 배우자이다. 그녀는 마트리카의 사령관이다.[131]
- 프라티앙기라 – 프라티앙기라는 나라심하의 배우자이며, 트리푸라순다리의 순수한 분노의 현현이다.[132]
- 나마기리 타야르 – 나마기리 타야르는 나라심하, 비슈누의 4번째 아바타라의 배우자이다.[133]
- 다라니 – 다라니는 파라슈라마, 비슈누의 6번째 아바타라의 아내이다.[134]
- 시타 – 시타는 힌두 서사시 라마야나의 여성 주인공이자 라마, 비슈누의 7번째 아바타라의 배우자이다.[135] 그녀는 라마 중심 힌두 전통의 최고 여신이며, 아름다움, 헌신, 쟁기날의 여신이다.[136]
- 라다 – 라다는 사랑, 부드러움, 연민, 헌신의 여신이다.[137] 그녀는 크리슈나의 영원하고 최고 배우자이며, 크리슈나, 비슈누의 8번째 아바타라의 여성적 상대이자 내부적 잠재력(흐라디니 샤크티)인 물라프라크리티의 의인화이다.[138]
- 루크미니 – 루크미니는 크리슈나의 첫 번째이자 최고 여왕이다. 그녀는 행운의 여신이자 드바라카의 여왕이다.[139][140]
- 잠바바티 – 잠바바티는 크리슈나의 두 번째 여왕이다.[141]
- 사티아바마 – 사티아바마는 크리슈나의 세 번째 여왕이자 부미 여신의 의인화이다.[142]
- 칼린디 – 칼린디는 크리슈나의 네 번째 여왕이자 야무나 강 여신으로 숭배받는다.[143]
- 나그나지티 – 나그나지티는 크리슈나의 다섯 번째 여왕이자 닐라데비의 의인화이다.[144]
- 미트라빈다 – 미트라빈다는 크리슈나의 여섯 번째 여왕이다.[145]
- 락슈마나 – 락슈마나는 크리슈나의 일곱 번째 여왕이다.[146]
- 바드라 – 바드라는 크리슈나의 여덟 번째 여왕이다 (변동 가능).[147]
- 마드리 – 하리밤사에 따르면 마드리는 크리슈나의 여덟 번째 여왕이다.[148]
- 고피 – 고피는 크리슈나의 배우자이자 신자이며, 라다 여신의 확장으로 여겨지며, 라다 크리슈나의 모든 고피 신자들 중 랄리타가 가장 두드러진다.[149]
- 크리슈나의 젊은 아내들 – 이들은 크리슈나가 악마 나라카수라로부터 구출한 후 결혼한 수천 명의 여성들이며, 로히니는 그들 모두의 최고 여왕으로 간주되었다.[150]
- 레바티 – 레바티는 풍요의 여신이자 발라라마의 아내이며, 일부 전통에서는 비슈누의 아바타라로 여겨진다.[151]
- 바티카 – 바티카는 브야사 현자의 아내이며, 브야사는 비슈누의 부분적 화신으로 여겨진다.[152]
- 파드마바티 – 파드마바티는 벤카테스와라, 즉 비슈누의 아바타라의 배우자이다. 그녀는 티루파티의 여신이다.[153]
- 바이슈노 데비 – 바이슈나비는 비슈누의 잠재력으로 여겨지며, 마하칼리, 마하락슈미, 마하사라스바티의 결합된 아바타라로 숭배받는다.[154]
- 랑가나야키 – 랑가나야키는 랑가나타, 즉 비슈누의 아바타라의 주요 배우자이다. 그녀는 스리랑감의 여신이다.[155]
- 안달 – 안달은 랑가나타의 배우자이자 부미의 의인화이다. 그녀는 유일한 여성 알바르이다.[156]
- 아르치 – 아르치는 프리투, 즉 비슈누의 아바타라의 배우자이다.[157]

## 갤러리
- 카르나타카주 하산 지구의 돗다가다발리 사원 성역에 있는 락슈미 데비 우상.
- 술레바비 마하락슈미 사원., 락슈미 여신의 지역 형태
- 비슈누와 락슈미의 미니어처 그림

## 같이 보기
- 디파락슈미
- 돗다가다발리
- 락슈미의 별

### 설명주
1. ↑  This pronunciation has a closer approximation of the Hindustani pronunciation. Pronounced UK: /ˈlækʃmi/,[8] US: /ˈlɑːkʃmi/

### 참조주
1. ↑  
  - 《Journal of Historical Research, Volumes 28-30》. Department of History, Ranchi University. 1991. 3쪽. Lord Visnu is the refuge of the world and Goddess Lakshmi is the energy behind the Universe.
  - Amulya Mohapatra; Bijaya Mohapatra (1993년 1월 1일). 《Hinduism: Analytical Study》. Mittal Publications. 26쪽. ISBN 978-81-7099-388-9. Sri or Laxmi is the goddess of wealth and fortune , power and beauty.
  - Bulbul Sharma (2010). 《The Book of Devi》. Penguin Books India. 47쪽. ISBN 978-0-14-306766-5. Sri or Lakshmi, as depicted in the sacred texts, is the goddess of wealth and fortune, royal power and beauty.
  - Stephen Knapp (2012). 《Hindu Gods & Goddesses》. Jaico Publishing House. 132쪽. ISBN 978-81-8495-366-4. Goddess Lakshmi is the consort and shakti, or potency, of Lord Vishnu. Lakshmi, or Sri when she is especially known as the goddess of beauty (though sometimes considered to be separate entities), is the goddess of fortune, wealth, power, and loveliness.
  - David Kinsley (1989년 1월 1일). 《The Goddesses' Mirror: Visions of the Divine from East and West》. SUNY Press. 55쪽. ISBN 978-0-88706-836-2.
  - David Monaghan; Ariane Hudelet; John Wiltshire (2014년 1월 10일). 《The Cinematic Jane Austen: Essays on the Filmic Sensibility of the Novels》. McFarland & Company. 153쪽. ISBN 978-0-7864-5322-1. In Hindu mythology, Lakshmi is the goddess of wealth, power and beauty.
  - Kaushal Kishore Sharma (1988). 《Rabindranath Tagore's Aesthetics》. Abhinav Publications. 26쪽. ISBN 978-81-7017-237-6. Lakshmi, our Goddess of wealth, represents not only beauty and power but also the spirit of goodness.
2. 1 2 3 4 5 6 7  lakṣmī 보관됨 20 5월 2015 - 웨이백 머신, 모니어-윌리엄스 산스크리트-영어 사전, 워싱턴 대학교 기록 보관소
3. ↑  《Lakshmi Tantra, Volumes -13》. Motilal Banarasidas Publishers. 2007. 70쪽. ISBN 978-81-208-1735-7.
4. ↑  “Translating the secrets of Makara Sankranti”. Times of India. 2021년 1월 14일.
5. 1 2 3  Anand Rao (2004). 《Soteriologies of India》. LIT Verlag Münster. 167쪽. ISBN 978-3-8258-7205-2. 26 December 2018에 원본 문서에서 보존된 문서. 22 September 2016에 확인함.
6. ↑  Debroy, Bibek (2005). 《The History of Puranas》 (영어). Bharatiya Kala Prakashan. ISBN 978-81-8090-062-4.
7. ↑  〈Lakshmi〉. 《Lexico UK English Dictionary》. 옥스퍼드 대학교 출판사. 2021년 11월 16일에 원본 문서에서 보존된 문서.
8. ↑  〈Lakshmi〉. 《옥스퍼드 영어사전》 온라인판. 옥스퍼드 대학교 출판부. (구독 또는 참여 기관 회원가입 필요)
9. 1 2  Coulter, Charles Russell; Turner, Patricia (2013년 7월 4일). 《Encyclopedia of Ancient Deities》. Routledge. ISBN 978-1-135-96390-3.
10. 1 2 3 4  Kinsley, David (1998). 《Hindu Goddesses: Visions of the Divine Feminine in the Hindu Religious Tradition》 (영어). Motilal Banarsidass Publ. ISBN 978-81-208-0394-7.
11. ↑  James G. Lochtefeld (2001년 12월 15일). 《The Illustrated Encyclopedia of Hinduism, Volume 1》 (영어). The Rosen Publishing Group, Inc. ISBN 978-0-8239-3179-8.
12. ↑  Mark W. Muesse. 《The Hindu Traditions: A Concise Introduction》. Fortress Press. 157쪽. ISBN 978-1-4514-1400-4.
13. ↑  Kishore, B. R. (2001). 《Hinduism》 (영어). Diamond Pocket Books (P) Ltd. 87쪽. ISBN 978-81-7182-073-3.
14. 1 2 3  Williams, George M. (2003). 《Handbook of Hindu Mythology》. ABC-CLIO, Inc. 196–8쪽. ISBN 1-85109-650-7.
15. ↑  Monaghan, Patricia (2010년 12월 31일). 《Goddesses in World Culture》 (영어). ABC-CLIO. ISBN 978-0-313-35465-6.
16. ↑  Sashi Bhusan Dasgupta (2004). 《Evolution of Mother Worship in India》. Advaita Ashrama (A Publication House of Ramakrishna Math, Belur Math). 20쪽. ISBN 978-81-7505-886-6.
17. ↑  Isaeva 1993, 252쪽.
18. ↑  Carman, John Braisted; Vasudha Narayanan (1989). 《The Tamil Veda : Piḷḷān's interpretation of the Tiruvāymol̲i》. Chicago: University of Chicago Press. ISBN 0-226-09305-0. OCLC 18624684.
19. ↑  Upendra Nath Dhal (1978). 《Goddess Laksmi: Origin and Development》. Oriental Publishers & Distributors. 109쪽. Goddess Lakşmī is stated as the genetrix of the world; she maintains them as a mother ought to do . So she is often called as the Mātā.
20. ↑  James G. Lochtefeld (2001년 12월 15일). 《The Illustrated Encyclopedia of Hinduism, Volume 1》. The Rosen Publishing Group. 65쪽. ISBN 978-0-8239-3179-8.
21. ↑  James G. Lochtefeld (2002). 《The Illustrated Encyclopedia of Hinduism: A-M》. The Rosen Publishing Group. 385–386쪽. ISBN 978-0-8239-3179-8. 2016년 10월 15일에 확인함.
22. ↑  Heinrich Robert Zimmer (2015). 《Myths and Symbols in Indian Art and Civilization》. Princeton University Press. 100쪽. ISBN 978-1-4008-6684-7. 2016년 10월 15일에 확인함.
23. ↑  Rhodes, Constantina. 2011. Invoking Lakshmi: The Goddess of Wealth in Song and Ceremony. State University of New York Press, ISBN 978-1-4384-3320-2. pp. 29–47, 220–52.
24. 1 2  "Divali – THE SYMBOLISM OF LAKSHMI." Trinidad and Tobago: National Library and Information System Authority. 2009. Archived from the original on 8 November 2014.
25. 1 2 3  Singh, Upinder. 2009. A History of Ancient and Early Medieval India: From the Stone Age to the 12th Century. ISBN 978-81-317-1120-0, Pearson Education. p. 438
26. 1 2 3  Vishnu, Asha. 1993. Material life of northern India: Based on an archaeological study, 3rd century B.C. to 1st century BCE. ISBN 978-81-7099-410-7. pp. 194–95.
27. ↑  Roveda, Vitorio. 2004. "The Archaeology of Khmer Images." Aséanie 13(13):11–46.
28. ↑  Jones, Soumya (Fall 2007). 《O goddess where art thou?: Reexamining the Female Divine Presence in Khmer art》 (PDF). 《SEAP Bulletin》. 28–31쪽. 2014년 11월 9일에 원본 문서 (PDF)에서 보존된 문서.
29. 1 2  Jones, Constance (2011).  J. G. 멜턴, 편집. 《Religious Celebrations: An Encyclopedia of Holidays, Festivals, Solemn Observances, and Spiritual Commemorations》. Abc-Clio. 253–254, 798쪽. ISBN 978-1-59884-205-0.
30. ↑  "lakṣ, लक्ष्." Monier-Williams Sanskrit-English Dictionary. Germany: University of Koeln. 보관됨 20 5월 2015 - 웨이백 머신
31. 1 2  플럼-우치, 캐롤. 디왈리 축하. ISBN 978-0-7660-2778-7. pp. 79–86.
32. ↑  "lakṣaṇa." Monier-Williams Sanskrit-English Dictionary. Germany: University of Koeln. 보관됨 20 5월 2015 - 웨이백 머신.
33. 1 2 3 4 5 6  Rhodes, Constantina. 2011. Invoking Lakshmi: The Goddess of Wealth in Song and Ceremony. State University of New York Press, ISBN 978-1-4384-3320-2.
34. ↑  Vijaya Kumara, 108 Names of Lakshmi, Sterling Publishers, ISBN 978-81-207-2028-2
35. ↑  Brooks 1992, 67쪽.
36. ↑  Prabhakar T. Malshe (1974). 《Kolhapur: A Study in Urban Geography》. University of Poona. 3쪽.
37. ↑  Munindra Misra (2015년 8월 4일). 《Lord Vishnu & Goddess Lakshmi》. Osmora Publishing. ISBN 978-2-7659-1672-7.
38. ↑  Dirk van der Plas (1987). 《Effigies Dei: Essays on the History of Religions》. Brill. 72쪽.
39. ↑  “Sri Lakshmi Ashtottara Shatanamavali - śrī lakṣmī aṣṭōttaraśatanāmāvalī”. 《Stotra Nidhi》 (영어). 2018년 12월 2일. 2022년 6월 17일에 확인함.
40. ↑  The Toranas are dated to the 1st century CE. See: Ornament in Indian Architecture, Margaret Prosser Allen, University of Delaware Press, 1991, p.18
41. ↑  “The Calcutta Review”. 1855.
42. ↑  Vanamali (2008년 7월 21일). 《Shakti: Realm of the Divine Mother》 (영어). Simon and Schuster. ISBN 978-1-59477-785-1.
43. 1 2  Parasarthy, A. 1983. Symbolism in Hinduism. Chinmaya Mission Publication. ISBN 978-81-7597-149-3. pp. 57–59.
44. 1 2 3  Parasarthy, A. 1983. Symbolism in Hinduism. Chinmaya Mission Publication. ISBN 978-81-7597-149-3. pp. 91–92, 160–62.
45. ↑  Nathan, R. S. 1983. Symbolism in Hinduism. Chinmaya Mission Publication. ISBN 978-81-7597-149-3. p. 16.
46. ↑  Gibson, Lynne. 2002. Hinduism. 하인만. ISBN 978-0-435-33619-6. p. 29.
47. ↑  Laura Amazzone (2012). 《Goddess Durga and Sacred Female Power》. University Press of America. 103–104쪽. ISBN 978-0-7618-5314-5. 26 December 2018에 원본 문서에서 보존된 문서. 15 October 2016에 확인함.
48. ↑  Werness, Hope. 2007. Continuum Encyclopedia of Animal Symbolism in World Art. Bloomsbury. ISBN 978-0-8264-1913-2. pp. 159–67.
49. ↑  Ajnatanama. 1983. Symbolism in Hinduism. Chinmaya Mission Publication. ISBN 978-81-7597-149-3. pp. 317–18.
50. 1 2  Damodar Dharmanand Kosambi (1977). 《D. D. Kosambi Commemoration Volume》. Banaras Hindu University. 97쪽.
51. ↑  Damodar Dharmanand Kosambi (1977). 《D. D. Kosambi Commemoration Volume》. Banaras Hindu University. 79쪽.
52. ↑  Pal 1986, 79쪽.
53. ↑  《Journal, Volumes 6-7》. Asiatic Society (Kolkata, India). 1964. 96쪽. From the occurrence of cornucopiae, lotus flower and lion mount the goddess has been described as Lakshmi - Ambikā — a composite icon combining the concepts of Śrī or Lakshmi, the goddess of prosperity, and Ambikā, the mother aspect of Durga.
54. ↑  Jackie Menzies (2006). 《Goddess: Divine Energy》. Art Gallery of New South Wales. 113쪽. ISBN 978-0-7347-6396-9.
55. ↑  Mihindukalasūrya Ār. Pī. Susantā Pranāndu (2005). 《Rituals, Folk Beliefs, and Magical Arts of Sri Lanka》. Susan International. 228쪽. ISBN 978-955-96318-3-5. Lion: It was a 'vahana' of Lakshmi, the Goddess of Prosperity, and Parvati, the wife of Siva.
56. ↑  D. R. Rajeswari (1989). 《Sakti Iconography》. Intellectual Publishing House. 22쪽. ISBN 978-81-7076-015-3. In some places Gazalakshmi also has been given Lion as her Vahana. In South India Veera Lakshmi, one of the forms of eight Lakshmis is having Lion as her Vahana. In Rameshwaram also for Veera Lakshmi Lion is Vahana. She carries Trisula, Sphere, Sankha, Chakra, and Abhaya and Varada mudras.
57. ↑  Urmila Agarwal (1995). 《North Indian temple sculpture》. Munshiram Manoharlal Publishers. 60쪽. ISBN 978-81-215-0458-4.
58. ↑  Lochtefeld, James (2002). 《The Illustrated Encyclopaedia of Hinduism》 (영어) 2판. New York, USA: The Rosen Publishing Group Inc. 386쪽. ISBN 0-8239-3180-3.
59. ↑  D. R. Rajeswari (1989). 《Sakti Iconography》. Intellectual Publishing House. 19쪽. ISBN 978-81-7076-015-3. According to Sapta Sati the iconographical characteristics of Lakshmi are as follows: She is having 18 hands carrying rosary, axe, mace, arrow, thunderbolt, lotus, pitcher, rod, Sakti, Sword, Shield, Conch, bell, wine-cup, trident, noose and the discus
60. ↑  Saligrama Krishna Ramachandra Rao (1991). 《Pratima Kosha: Descriptive Glossary of Indian Iconography, Volume 5》. IBH Prakashana. 65쪽.
61. ↑  H. C. Das (1985). 《Cultural Development in Orissa》. Punthi Pustak. 337쪽. The Bisvakarmasastra depicts her holding a pot, a club in her right hands, and a shield and a wood apple in the left. The Markandeya Purana describes the developed form of Laksmi having as many as 18 hands.
62. ↑  Sanjukta Gupta (2007). 《Lakshmi Tantra》. MOTILAL BANARIDAS. 23쪽. ISBN 978-81-208-1734-0.
63. ↑  Jaitentra Prakash Jain (1951). 《Skand Puran》 (PDF). Motilal banarasidas. 66쪽. 2022년 10월 17일에 원본 문서 (PDF)에서 보존된 문서. 2022년 7월 19일에 확인함. Obeisance to Sri. the mother of the worlds. Obeisance, obeisance to the mother of Brahma. Hail to you, to the lotuseyed one. Obeisance, obeisance to the lotus-faced one
64. ↑  “Butsuzōzui (Illustrated Compendium of Buddhist Images)” (일본어). 에히메 대학 도서관. 1796. (059.jpg)쪽. 2018년 10월 10일에 원본 문서 (digital photos)에서 보존된 문서. 2016년 5월 14일에 확인함.
65. 1 2 3 4 5  Muir, John, ed. 1870. "Lakshmi and Shri." Pp. 348–49 in Original Sanskrit Texts on the Origin and History of the People of India – Their Religions and Institutions - 구글 도서, volume 5. London: Trubner & Co.
66. ↑  "अप क्रामति सूनृता वीर्यं पुन्या लक्ष्मीः"; अथर्ववेद: काण्डं 12 보관됨 8 10월 2016 - 웨이백 머신 아타르바베다 산스크리트 원본 자료
67. ↑  Naama Drury (2010), The Sacrificial Ritual in the Satapatha Brahmana, ISBN 978-81-208-2665-6, pages 61–102
68. 1 2  윌리엄스, 모니어. Religious Thought and Life in India, Part 1 (2nd ed.). 보관됨 16 3월 2016 - 웨이백 머신.
69. ↑  라마야나, i.45.40–43
70. ↑  Dalal, Roshen (2014년 4월 18일). 《Hinduism: An Alphabetical Guide》 (영어). Penguin UK. ISBN 978-81-8475-277-9.
71. ↑  “Svargarohanika parva”. Sacred-texts.com. 2015년 7월 13일에 확인함.
72. ↑  Brodbeck, Simon; Black, Brian (2007년 8월 9일). 《Gender and Narrative in the Mahabharata》 (영어). Routledge. ISBN 978-1-134-11995-0.
73. 1 2  Mahadeva, A. 1950. "Saubhagya-Lakshmi Upanishad." In The Shakta Upanishads with the Commentary of Sri Upanishad Brahma Yogin, Adyar Library Series 10. Madras.
74. ↑  Saubhagya Lakshmi Upanishad (Original text, in Sanskrit). 보관됨 8 11월 2014 - 웨이백 머신.
75. ↑  Warrier, A. G. Krishna, trans. 1931. Saubhagya Lakshmi Upanishad. Chennai: 신지학 출판사. ISBN 978-0-8356-7318-1.
76. 1 2 3  판 바위테넨, J. A. B., 역. Classical Hinduism: A Reader in the Sanskrit Puranas, Cornelia Dimmitt 편집. Temple University Press. ISBN 978-0-87722-122-7. pp. 95–99
77. 1 2 3  Sternbach, Ludwik. 1974. Subhasita, Gnomic and Didactic Literature, A History of Indian Literature 4. 오토 하라소비츠 베를라크. ISBN 978-3-447-01546-2.
78. ↑  Kinsley 1988, 31–32쪽.
79. ↑  Charles Russell Coulter; Patricia Turner (2013). 《Encyclopedia of Ancient Deities》. Routledge. 285쪽. ISBN 978-1-135-96390-3.
80. ↑  Pintchman, Tracy (2001). 《Seeking Mahadevi: Constructing the Identities of the Hindu Great Goddess》. State University of New York Press. 84–85쪽. ISBN 978-0-7914-5007-9.
81. ↑  Pintchman 2001, 82쪽.
82. ↑  Gupta 2000, 27쪽.
83. ↑  Gupta 2000, [쪽 번호 필요]쪽.
84. ↑  Gupta 2000, 52쪽.
85. ↑  Chitralekha Singh; Prem Nath (2001). 《Lakshmi》. Crest Publishing House. 20쪽. ISBN 978-81-242-0173-2.
86. ↑  Fuller, Christopher John. 2004. The Camphor Flame: Popular Hinduism and Society in India. Princeton University Press. ISBN 978-0-691-12048-5. p. 41.
87. ↑  《Concise Encyclopaedia of India》. Atlantic Publishers & Dist. 2006. ISBN 978-81-269-0639-0.
88. ↑  Edward Balfour (1873). 《Cyclopædia of India and of Eastern and Southern Asia》. Adelphi Press. 10–11쪽. 26 December 2018에 원본 문서에서 보존된 문서. 22 September 2016에 확인함.
89. ↑  T. N. Srinivasan (1982). 《A Hand Book of South Indian Images: An Introduction to the Study of Hindu Iconography》. Tirumalai-Tirupati Devasthanams. 96쪽.
90. ↑  S. M. Srinivasa Chari (1994). 《Vaiṣṇavism: Its Philosophy, Theology, and Religious Discipline》. Motilal Banarsidass Publishers. 176쪽. ISBN 978-81-208-1098-3.
91. ↑  Singh, Upinder (2008). 《A History of Ancient and Early Medieval India: From the Stone Age to the 12th Century》 (영어). Pearson Education India. 438쪽. ISBN 978-81-317-1677-9. 2020년 1월 13일에 원본 문서에서 보존된 문서. 2019년 12월 15일에 확인함.
92. ↑  S. M. Srinivasa Chari (1994). 《Vaiṣṇavism: Its Philosophy, Theology, and Religious Discipline》. Motilal Banarsidass Publishers. 177쪽. ISBN 978-81-208-1098-3.
93. ↑  Chitta Ranjan Prasad Sinha (2000). 《Proceedings of the 9th Session of Indian Art History Congress, Hyderabad, November 2000》. Indian Art History Congress. 61쪽. Of the four Vedas : Rig, Yajur, Sāma and Atharva, Puruşa Sukta of Rig Veda identifies Lord Vişņu as the Cosmic God . Sri Suktam, Bhu Suktam and Nila Suktam of Rig Veda reveals the glory of Lakşmi and her forms Sri, Bhū and Nila.
94. ↑  Knapp, Stephen. Spiritual India Handbook. ISBN 978-81-8495-024-3. p. 392.
95. ↑  Rao, A.V. Shankaranarayana (2012). 《Temples of Tamil Nadu》. Vasan Publications. 195–199쪽. ISBN 978-81-8468-112-3.
96. ↑  데헤지아, 비디야, 그리고 토마스 코번. 데비: 위대한 여신: 남아시아 미술의 여성 신성. 스미스소니언. ISBN 978-3-7913-2129-5.
97. ↑  Dallapiccola, Anna. 2007. Indian Art in Detail. Harvard University Press. ISBN 978-0-674-02691-9. pp. 11–27.
98. ↑  “Why Lakshmi goes to wrong people?”. 《english.webdunia.com》. 2019년 12월 20일에 원본 문서에서 보존된 문서. 2020년 8월 24일에 확인함.
99. ↑  Vera, Zak (February 2010). 《Invisible River: Sir Richard's Last Mission》. AuthorHouse. ISBN 978-1-4389-0020-9. 2018년 12월 26일에 원본 문서에서 보존된 문서. 2011년 10월 26일에 확인함. First Diwali day called Dhanteras or wealth worship. We perform Laskshmi-Puja in evening when clay diyas lighted to drive away shadows of evil spirits.
100. ↑  "Diwali." Encyclopædia Britannica. 2009. 보관됨 14 11월 2012 - 웨이백 머신
101. ↑  Mead, Jean. How and why Do Hindus Celebrate Divali? ISBN 978-0-237-53412-7.
102. ↑  Om Lata Bahadur 2006, 92–93쪽.
103. ↑  Kinsley 1988, 33–34쪽.
104. ↑  India Journal: 'Tis the Season to be Shopping Devita Saraf, The Wall Street Journal (August 2010)
105. ↑  “Lakshmi Panchami 2021: Date, significance, time, puja”. 《인디아 투데이》. 2021년 4월 16일.
106. ↑  Fieldhouse, Paul (2017). 《Food, feasts, and faith : an encyclopedia of food culture in world religions》. 산타바바라, 캘리포니아. 263쪽. ISBN 978-1-61069-411-7. OCLC 959260516.
107. ↑  “Sharad Poornima”. 29 December 2012에 원본 문서에서 보존된 문서.
108. ↑  “Observe Vaibhav Laxmi fast on Friday for prosperity - Times of India”. 《더 타임스 오브 인디아》. 2019년 7월 26일. 2020년 2월 29일에 원본 문서에서 보존된 문서. 2019년 12월 13일에 확인함.
109. ↑  Lakshmi Stotra. Sanskrit documents. 보관됨 12 9월 2016 - 웨이백 머신
110. ↑  Miller, Barbara Stoler (1975). 《Rādhā: Consort of Kṛṣṇa's Vernal Passion》. 《Journal of the American Oriental Society》 95. 655–671쪽. doi:10.2307/601022. ISSN 0003-0279. JSTOR 601022.
111. ↑  Hawley, John Stratton; Wulff, Donna Marie (1996). 《Devi: Goddesses of India》. University of California Press. 108쪽. ISBN 978-0-520-20058-6.
112. ↑  “Sri Mahalakshmi Temple in Goravanahalli”. 《www.karnataka.com》. 2017년 6월 6일.
113. ↑  “Ratnagiri Kollapuradamma Temple”. 《templesinindiainfo.com》. 2021년 10월 5일. 2025년 2월 25일에 원본 문서에서 보존된 문서. 2025년 6월 20일에 확인함.
114. ↑  Upinder Singh (2009), A History of Ancient and Early Medieval India: From the Stone Age to the 12th Century, ISBN 978-81-317-1120-0, Pearson Education, pages 438, 480 for image
115. ↑  Duffield Osborne (1914), A Graeco-Indian Engraved Gem 보관됨 1 2월 2016 - 웨이백 머신, American Journal of Archaeology, Vol. 18, No. 1, pages 32–34
116. ↑  “The Tribune, Chandigarh, India – Jammu & Kashmir”. Tribuneindia.com.  2 November 2012에 원본 문서에서 보존된 문서.  9 November 2012에 확인함.
117. ↑  “Casa della Statuetta Indiana or House of the Indian Statuette”. Pompeii in Pictures. 23 March 2015에 원본 문서에서 보존된 문서. 10 February 2015에 확인함.
118. ↑  Vidya Dehejia (2013). 《The Body Adorned: Sacred and Profane in Indian Art》. Columbia University Press. 151쪽. ISBN 978-0-231-51266-4. The Vishnu-Lakshmi imagery on the Jain temple speaks of the close links between various Indian belief systems and the overall acceptance by each of the values adopted by the other
119. ↑  Robert S. Ellwood; Gregory D. Alles (2007). 《The Encyclopedia of World Religions》. Infobase Publishing. 262쪽. ISBN 978-1-4381-1038-7.  6 July 2017에 원본 문서에서 보존된 문서. 15 October 2016에 확인함.
120. 1 2  Dehejia, Vidya. 2009. The Body Adorned: Sacred and Profane in Indian Art. Columbia University Press. ISBN 978-0-231-14028-7. p. 151.
121. ↑  야코비, 헤르만. The Golden Book of Jainism, 막스 뮐러 및 마헨드라 쿨라셰스타 편집. ISBN 978-81-8382-014-1. p. 213.
122. ↑  Wangu, Madhu Bazaz (2003). 《Images of Indian Goddesses: Myths, Meanings, and Models》. Abhinav Publications. 57쪽. ISBN 978-81-7017-416-5. 2019년 4월 22일에 원본 문서에서 보존된 문서. The Goddess Lakshmi in Buddhist Art: The goddess of abundance and good fortune, Lakshmi, reflected the accumulated wealth and financial independence of the Buddhist monasteries. Her image became one of the popular visual themes carved on their monuments.
123. ↑  Heinrich Robert Zimmer (2015). 《Myths and Symbols in Indian Art and Civilization》. Princeton University Press. 92쪽. ISBN 978-1-4008-6684-7.  6 September 2017에 원본 문서에서 보존된 문서. 15 October 2016에 확인함.
124. ↑  Shaw, Miranda. 2006. "Chapter 13." Pp. 258–62 in Buddhist Goddesses of India. Princeton University Press. ISBN 978-0-691-12758-3.
125. ↑  “Ten Small Mantras”. 《www.buddhamountain.ca》. 2021년 10월 15일에 확인함.
126. 1 2  Charles Russell Coulter; Patricia Turner (2013). 《Encyclopedia of Ancient Deities》. Routledge. 102, 285, 439쪽. ISBN 978-1-135-96390-3. p. 102: "Kishijoten, a goddess of luck who corresponds to Lakshmi, the Indian goddess of fortune..."
127. ↑  Buswell, Robert E. Jr.; Ziegler, Donald S. Lopez Jr.; with the assistance of Juhn Ahn, J. Wayne Bass, William Chu, Amanda Goodman, Hyoung Seok Ham, Seong-Uk Kim, Sumi Lee, Patrick Pranke, Andrew Quintman, Gareth Sparham, Maya Stiller, Harumi (2013).  Buswell, Robert E; Lopez, Donald S. Jr., 편집. 《Princeton Dictionary of Buddhism.》. 프린스턴, 뉴저지주: Princeton University Press. 267쪽. ISBN 978-0-691-15786-3.
128. ↑  《The Rāmāyaṇa of Vālmīki: An Epic of Ancient India, Volume VII: Uttarakāṇḍa》. 프린스턴 대학교 출판부. 2018년 9월 11일. ISBN 978-0-691-18292-6.
129. ↑  Duffy, Michelle; Mair, Judith (2017년 8월 7일). 〈Social inclusion, social exclusion and encounter〉. 《Festival Encounters》. 라우틀리지. 83–93쪽. doi:10.4324/9781315644097-8. ISBN 978-1-315-64409-7.
130. ↑  Mani, Vettam (2015년 1월 1일). 《Puranic Encyclopedia: A Comprehensive Work with Special Reference to the Epic and Puranic Literature》 (영어). Motilal Banarsidass. 142쪽. ISBN 978-81-208-0597-2.
131. ↑  Kinsley p. 156, Devi Mahatmya verses 8.62
132. ↑  《An Introduction to Religious and Theological Studies, Second Edition》 (영어). Cyril orji. 2021. ISBN 978-1-5326-8593-4.
133. ↑  Rajan, V. G. (1999년 2월 19일). 《Nr̥siṁha Cave Temple at Nāmakkal: Its Iconographical Significance》. 《East and West》 49. 189–194쪽. JSTOR 29757426.
134. ↑  Coulter, Charles Russell; Turner, Patricia (2013년 7월 4일). 《Encyclopedia of Ancient Deities》 (영어). Routledge. ISBN 978-1-135-96390-3.
135. ↑  Krishnan Aravamudan (2014년 9월 22일). 《Pure Gems of Ramayanam》. PartridgeIndia. 213쪽. ISBN 978-1-4828-3720-9.
136. ↑  Hattangadi, Sunder (2000). “सीतोपनिषत् (Sita Upanishad)” (PDF) (산스크리트어). 2016년 1월 28일에 확인함.
137. ↑  Gokhale, Namita; Lal, Malashri (2018년 12월 10일). 《Finding Radha: The Quest for Love》 (영어). Penguin Random House India Private Limited. ISBN 978-93-5305-361-1. Like Sita, Radha is also a manifestation of Lakshmi.
138. ↑  Diana Dimitrova (2018). 《Divinizing in South Asian Traditions》. Routledge. ISBN 978-0-8153-5781-0. Radha is mentioned as the personification of the Mūlaprakriti, the "Root nature", that original seed from which all material forms evolved
139. ↑  《Rukminisha Vijaya - 1 - Sri Vadiraja Tirtha, T.S.Raghavendran》. 31쪽.
140. ↑  Bhandarkar, Ramkrishna Gopal (1987). 《Vaiṣṇavism, Ṡaivism and Minor Religious Systems》 (영어). Asian Educational Services. 21쪽. ISBN 978-81-206-0122-2. expressed a desire for as good a son as Rukmini, his chief consort, had.
141. ↑  Srimad Bhagavatam Canto 10 Chapter 83 Verse 9 보관됨 27 9월 2013 - 웨이백 머신. Vedabase.net. Retrieved on 2013-05-02.
142. ↑  “하리밤사 ch.38, 45-48”.
143. ↑  Dalal, Roshen (2010), 《The Religions of India: A Concise Guide to Nine Major Faiths》, Penguin Books India, ISBN 978-0-14-341517-6
144. ↑  Rajan, K. V. Soundara (1988). 《Secularism in Indian Art》 (영어). Abhinav Publications. 17쪽. ISBN 978-81-7017-245-1.
145. ↑  www.wisdomlib.org (2017년 4월 28일). “Mitravinda, Mitravindā, Mitra-vinda: 7 definitions”. 《www.wisdomlib.org》 (영어). 2022년 11월 8일에 확인함.
146. ↑  “Five Ques married by Krishna”. Krishnabook.com. 2021년 3월 22일에 원본 문서에서 보존된 문서. 2013년 1월 25일에 확인함.
147. ↑  Horace Hayman Wilson (1870). 《The Vishńu Puráńa: a system of Hindu mythology and tradition》. Trübner. 82–3쪽. 2013년 2월 20일에 확인함.
148. ↑  name=Harivamsha>“Harivamsha Maha Puraaam - Vishnu Parvaharivamsha in the Mahabharata - Vishnuparva Chapter 103 - narration of the Vrishni race”. Mahabharata Resources Organization. 2013년 1월 25일에 확인함.
149. ↑  Jestice, Phyllis G. (2004). 《Holy People of the World: A Cross-cultural Encyclopedia》 (영어). ABC-CLIO. 316–317쪽. ISBN 978-1-57607-355-1.
150. ↑  Mani, Vettam (1975). 《Puranic Encyclopaedia: a Comprehensive Dictionary with Special Reference to the Epic and Puranic Literature》. 델리: Motilal Banarsidass Publishers. 531쪽. ISBN 978-0-8426-0822-0.
151. ↑  Sen, Sudipta (2019년 1월 8일). 《Ganges: The Many Pasts of an Indian River》. Yale University Press. ISBN 978-0-300-24267-6.
152. ↑  Sullivan, Bruce M. (1999). 《Seer of the Fifth Veda: Kr̥ṣṇa Dvaipāyana Vyāsa in the Mahābhārata》 (영어). Motilal Banarsidass Publ. ISBN 978-81-208-1676-3.
153. ↑  Sri Ramakrishna Dikshitulu and Oppiliappan Koil Sri Varadachari Sathakopan. Sri Vaikhasana Bhagavad Sastram (An Introduction) 보관됨 3 12월 2008 - 웨이백 머신, pp. 16
154. ↑  《Understanding Culture and Society in India》 (영어). Springer Nature Singapore. 2021. ISBN 978-981-16-1598-6.
155. ↑  Viswanatha (2016년 1월 15일). 《Theology and Tradition of Eternity: Philosophy of Adi Advaita》 (영어). Partridge Publishing. 68쪽. ISBN 978-1-4828-6982-8.
156. ↑  S. M. Srinivasa Chari (1997년 1월 1일). 《Philosophy and Theistic Mysticism of the Āl̲vārs》. Motilal Banarsidass. 11–12쪽. ISBN 978-81-208-1342-7.
157. ↑  Tapasyananda, Swami. 《Srimad Bhagavata – Volume 1》 (영어). Sri Ramakrishna Math(vedantaebooks.org).

### 참고 문헌
- Brooks, Douglas Renfrew (1992). 《Auspicious Wisdom: The Texts and Traditions of Srividya Sakta Tantrism in South India》. SUNY Press. ISBN 978-0-7914-1146-9.
- Gupta, Sanjukta (2000). 《Laksmi Tantra》. Motilal Banarsidass Publishers. ISBN 978-81-208-1735-7.
- Isaeva, N. V. (1993). 《Shankara and Indian Philosophy》. SUNY Press. ISBN 978-0-7914-1281-7.
- Kinsley, David (1988). 《Hindu Goddesses: Visions of the Divine Feminine in the Hindu Religious Tradition》. University of California Press. ISBN 978-81-208-0394-7.
- Om Lata Bahadur (2006).  John Stratton Hawley; Vasudha Narayanan, 편집. 《The Life of Hinduism》. University of California Press. ISBN 978-0-520-24914-1.
- Pal, Pratapaditya (1986), 《Indian Sculpture: Circa 500 B.C.-A.D. 700》, University of California Press, ISBN 978-0-520-05991-7